# Порошенко Петро Олексійович
Петро́ Олексі́йович Пороше́нко (нар. 26 вересня 1965; Болград, Одеська область, Українська РСР, СРСР) — український політик та державний діяч, підприємець, 5-й Президент України (7 червня 2014 — 20 травня 2019). Народний депутат України, керівник партії «Європейська Солідарність».
Народний депутат III, IV, V, VII та IX скл. (1998—2014, із 2019). Засновник «Партії солідарності України», один зі співзасновників партії «Трудова солідарність України», що згодом змінила назву на Партія Регіонів[⇨]. Працював міністром закордонних справ (2009—2010) у другому уряді Юлії Тимошенко і міністром економіки і торгівлі (2012) у першому уряді Миколи Азарова. Був членом Ради Національного банку України (2007—2014). 4-й секретар РНБО (8 лютого — 8 вересня 2005). У 2004 році був головою виборчого штабу кандидати в Президенти Віктора Ющенка. Один з лідерів Помаранчевої революції.
Обраний на пост президента України у травні 2014 року, здобувши 54,7 % голосів у першому турі. За час президентства зупинив активну російську агресію на сході України, домігся зовнішньополітичної підтримки України державами Заходу, при ньому Україна отримала безвізовий режим з ЄС (2017). Сприяв наданню автокефалії Українській православній церкві (2018—2019). Ініціював реформи в армії, освіті, медицині, сферах державного управління. Після Чорноморського інциденту тимчасово запровадив воєнний стан (2018). Брав участь у президентських виборах 2019 року, але програв Володимиру Зеленському у другому турі, здобувши 24 % голосів.
Окрім політичної діяльності, Порошенко займається підприємництвом, регулярно займаючи місця у рейтингах найзаможніших українців, частково володіє кондитерською корпорацією «Рошен», кількома автозаводами, інформаційними П'ятим каналом та каналом Прямий[⇨].
Кандидат юридичних наук (2002, Одеська юридична академія). Лауреат Державної премії України в галузі науки й техніки, заслужений економіст України.

## Дитинство

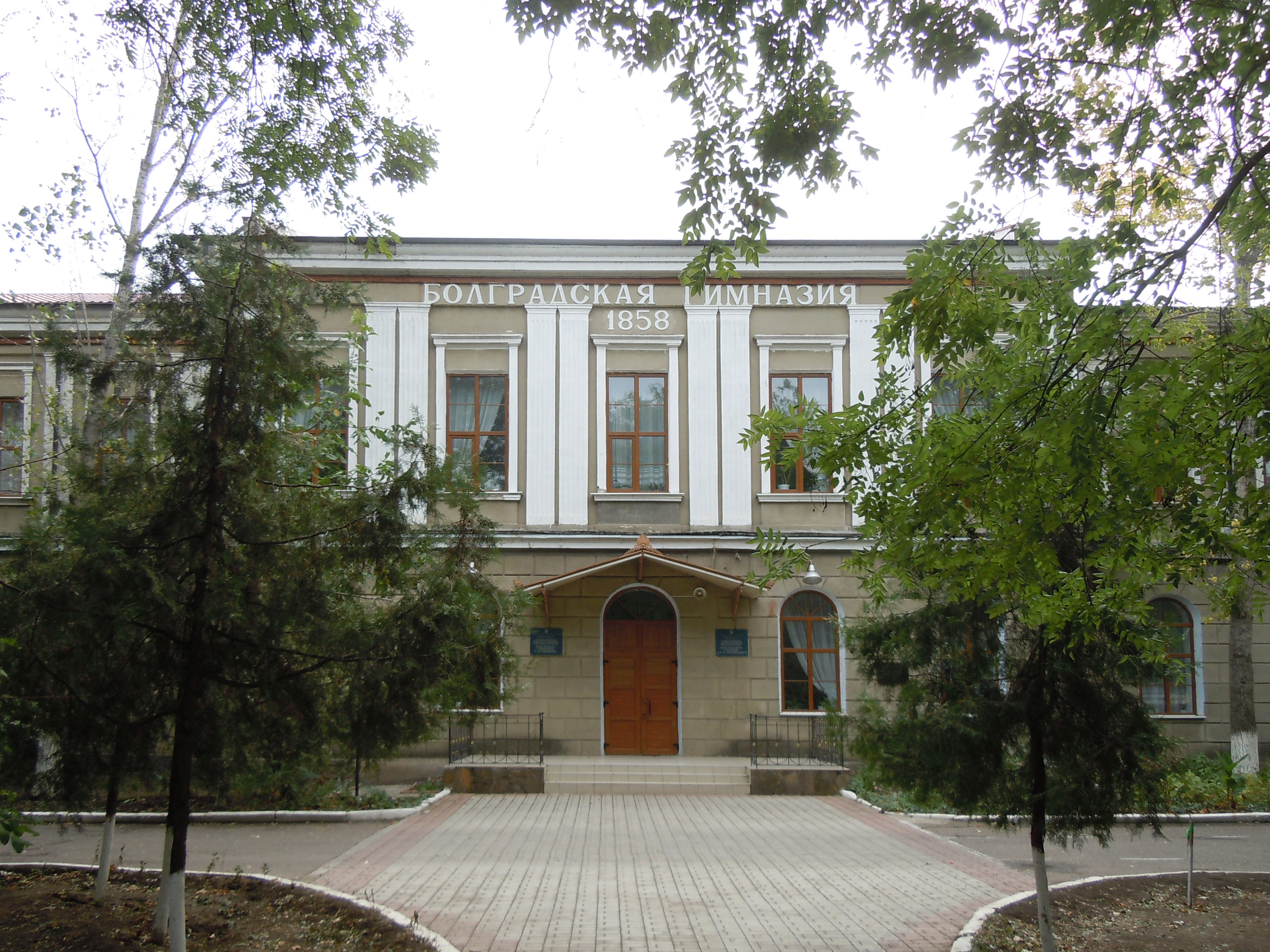
Школа у Болграді, де навчався Порошенко

Народився 26 вересня 1965 року в м. Болграді Одеської області. Батько Олексій Порошенко (1936—2020) на той час працював з міською сільгосптехнікою, мати Порошенко Євгенія Сергіївна (1937—2004) — головним бухгалтером в управлінні сільського господарства.
Згодом родина переїхала до молдовського міста Бендери, де Порошенко закінчив середню школу.
З 1984 по 1986 рік проходив військову службу у Радянській армії.

## Освіта
У 1989 році, після семи років навчання, з відзнакою закінчив факультет міжнародних відносин та міжнародного права КНУ ім. Шевченка за спеціальністю міжнародні економічні відносини, продовжив навчання в аспірантурі. Під час навчання в університеті займався дзюдо, здобув звання кандидата в майстри спорту. До 1992 року навчався в аспірантурі та працював асистентом кафедри міжнародних економічних відносин Київського університету.
У 2002 році в Одеській юридичній академії захистив кандидатську дисертацію на тему «Правове регулювання управління державними корпоративними правами в Україні». Автор монографій «Державне управління корпоративними правами в Україні. Теорія формування правовідносин» та низки наукових публікацій. Співавтор підручника «Сучасні міжнародні економічні відносини».
Володіє українською, російською, англійською й румунською мовами.

## Підприємництво
У 1990—1991 роках почав працювати в приватному секторі, зокрема заступником генерального директора Об'єднання малих підприємств та підприємців «Республіка». Згодом очолив АТ «Біржовий дім „Україна“», яким керував до 1993 року.
Здобувши вищу освіту, Порошенко розпочав власний бізнес з продажу какао-бобів. У 1990 роках він придбав кілька кондитерських підприємств. Потім об'єднав їх у групу «Рошен», що згодом стала найбільшим виробником кондитерських виробів в Україні. У групу входять фабрики й комбінати в Україні й Литві. Підприємства кондитерської промисловості принесли Порошенкові великі прибутки й прізвисько «шоколадний король».
У 1993—1998 роках працював генеральним директором Українського промислово-інвестиційного концерну
Був власником ліквідованого в 2012 році концерну «Укрпромінвест».
У 2015 році до бізнесу Порошенка також входили «Укрпромінвест-Агро», телеканал «5 канал» і низка інших підприємств. Раніше складовою бізнесу Порошенка була також автомобільна корпорація «Богдан», але 2009 року контрольну частку корпорації придбав його тодішній партнер Олег Гладковський. Порошенкові також належали підприємства з виробництва скла та крохмалю, страхова компанія та Міжнародний інвестиційний банк. Станом на початок 2025 року, до активів ПАТ ЗНКІФ “ПРАЙМ ЕССЕТС КЕПІТАЛ” (код ЄДРПОУ 33549199) входять 100% ТОВ “Прайм 2023”, 97,2% ТОВ “Асоціація “Крахмалпродукт” , 55% ТОВ “Спортивно-оздоровчий комплекс “Монітор”, 9% ТОВ “Укрпромінвест-Агро”, 5,88% ТОВ “Фірма “Екран” та 0,1% ТОВ “Агрофірма Дніпроагролан”. З переліку активів випали ТОВ “Пісківський завод скловиробів” (з 2024 року),  АТ «СК „Країна»  (з 2021 року) та ПРАТ “ЗАВОД “КУЗНЯ НА РИБАЛЬСЬКОМУ» (з 2018 року).
Під час передвиборчої президентської кампанії Порошенко обіцяв, ставши президентом, продати всі активи (окрім «5 каналу»), включно з групою «Рошен», Міжнародним інвестиційним банком (9,92 % особисто і 50,08 % через його ж Прайм Ессетс Кепітал). Активи останнього з початку 2014 року виросли майже на 50 % до 2,5 млрд грн.
Але цього не сталося. Після виборів Порошенко передав активи в управління інвестиційному фондові Прайм Ессетс Кепітал, який належить самому Порошенкові, а формально ним керує його батько Після цього вказаний фонд купив ПАТ «Київський завод експериментальних конструкцій».
13 березня 2015 року Порошенко заявив про залучення до продажу активів компанії Rothschild, з якою було укладено угоду, згідно з якою він не має права втручатися в процес продажу, бо вони отримали всі повноваження.
За твердженням представників «Рошену», 24 квітня 2015 року слідчий комітет РФ наклав арешт на майно ВАТ «Липецька кондитерська фабрика „Рошен“». Компанію позбавили права розпоряджатися цим майном до 13 вересня 2015 року. Рошен стверджує, що через це Порошенко так і не продав згадану фабрику. На початку 2017 року топменеджмент «Рошена» ухвалив рішення закрити Липецьку кондитерську фабрику. 1 квітня 2017 року вона припинила свою роботу. 19 червня 2017 року завершено консервацію Липецької фабрики «Рошен».
3 серпня Порошенко заявив, що його бізнесом керують західні інвестиційні компанії, пояснюючи, що для заможних людей нормально займатись політикою.
14 січня 2016 року Порошенко заявив, що передав свою частку «Рошену» в незалежний сліпий траст і не може контролювати актив на період президентської каденції, надалі пообіцяв передати трасту «Міжнародний інвестиційний банк». Наступного дня посол США в Україні Джеффрі Пайєтт оцінив це як «важливий та необхідний крок».
Незважаючи на те, що Порошенка часто описують в ЗМІ як «олігарха», це твердження піддається Агією Загребельською сумніву через відсутність у власності монополії у стратегічно важливому сегменті економіки та значного контрою медіа. Журнал Нью Істерн Юроп описує Порошенка як «нетипового олігарха», який «насправді створював та керував компаніями, а не просто заволодів доступом до ресурсів чи металургійних заводів». Особисто Порошенко заперечує, що є олігархом. Проте, Порошенка вважають олігархом деякі науковці та громадяни України (за результатами опитування Центру Разумкова).
У січні 2020 року стало відомо, що основний бізнес Петро Порошенко переписав на старшого сина Олексія.
У лютому 2021 року Петро Порошенко оголосив, що став кінцевим бенефіціарним власником телеканалу «Прямий».

## Політика
1998 року Порошенко став членом фракції СДПУ(о) у ВРУ та був в її політбюро. На виборах мав № 11 у списку. Однак мандат здобув за мажоритарним округом № 12. На початку 2000 року залишив цю партію.
У травні 2000 року створив фракцію Солідарність, згодом — однойменну партію. Остання восени того року ввійшла до Партії регіонального відродження «Трудова солідарність України» (згодом — Партія регіонів). Порошенко став співголовою утвореної партії, у березні 2001 року — заступником голови, через пів року залишив партію.
У грудні 2001 року, партія «Солідарність» увійшла у виборчий блок Ющенка «Наша Україна», а Порошенко став керівником виборчого штабу. Після парламентських виборів 2002 року опозиційний блок Ющенка «Наша Україна» вперше одержав понад 25 % голосів виборців. За списком «Нашої України» Порошенко у 2002 і 2006 роках обирався народним депутатом. Очолював парламентські комітети з питань бюджету (2002—2005) та фінансів (2006—2007).
З липня 2004 року — заступник керівника штабу коаліції «Сила народу», з моменту створення партії Наша Україна — в її керівництві.
8 лютого 2005 року призначений на посаду секретаря РНБО. 5 вересня 2005 року після висунення проти нього звинувачень з боку колишнього держсекретаря Зінченка подав заяву про відставку. Тоді Зінченко звинуватив Порошенка в корупції та вимагав від нього відокремлення бізнесу від влади Проти Порошенка відкрили кримінальну справу, але її було закрито..
З 22 лютого 2007 року Порошенко — голова Ради НБУ.

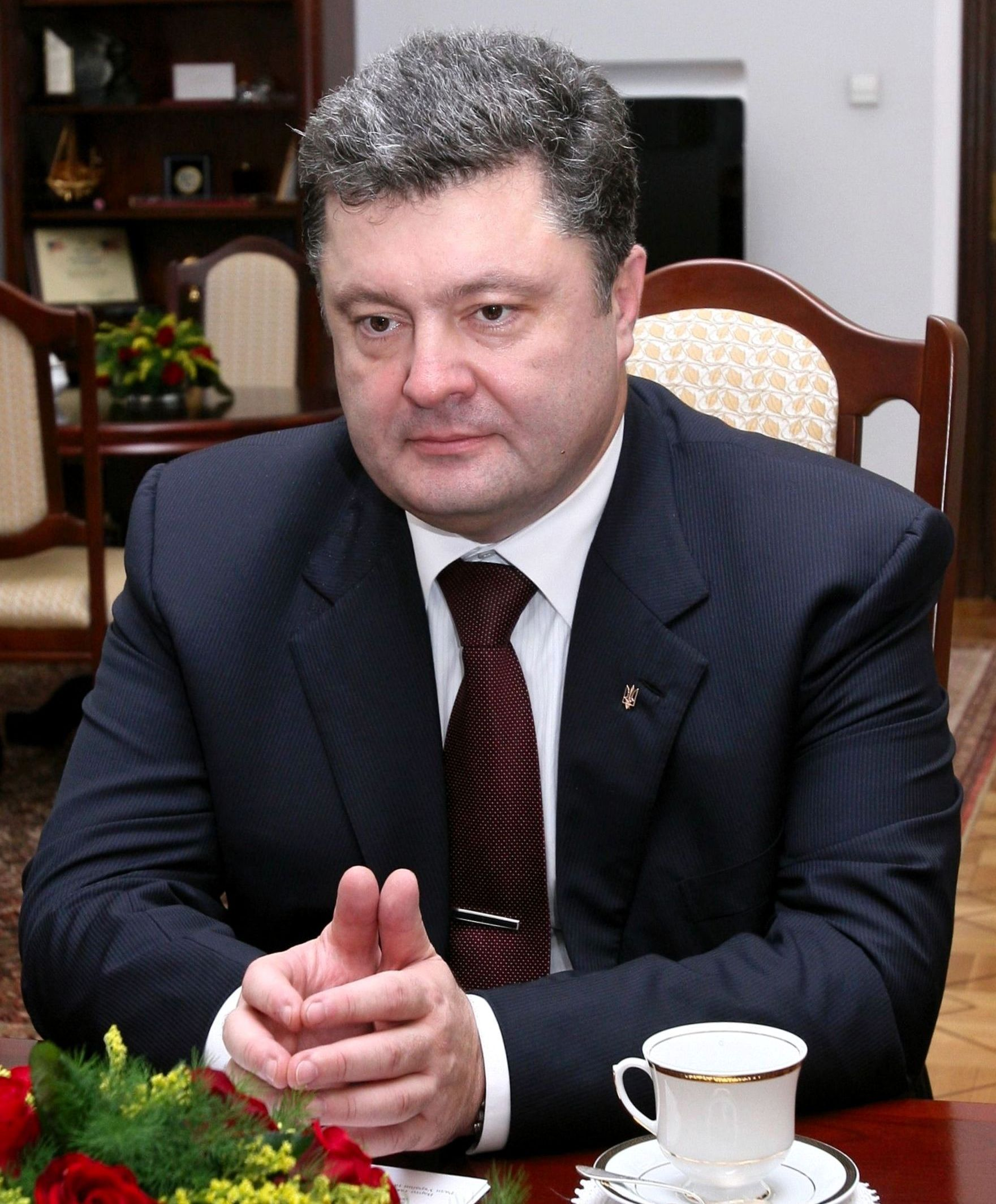
У Сенаті Польщі в листопаді 2009

9 жовтня 2009 року, ВРУ підтримала подану президентом кандидатуру Порошенка на посаду міністра закордонних справ, за це проголосували 240 депутатів. На цій посаді Порошенко працював до 11 березня 2010 року, коли був звільнений разом з іншими міністрами, тодішнім президентом Януковичем.
23 грудня 2009 року — обраний почесним професором Університету банківської справи НБУ.
23 березня 2012 року — Президент Віктор Янукович призначив Порошенка міністром економічного розвитку і торгівлі України. На цій посаді працював до 3 грудня 2012, звільнений Указом Президента України № 679/2012.
На виборах до ВРУ 2012 року був кандидатом у народні депутати в окрузі № 12. З грудня 2012 року — нардеп України 7-го скликання, до парламенту пройшов самовисуванцем. Був позафракційним членом Комітету з питань європейської інтеграції.
У лютому 2013 року Петро Порошенко заявив, що може взяти участь у виборах мера Києва, як єдиний кандидат від опозиції, якщо його підтримають Згодом висловлював готовність підтримати кандидатуру Віталія Кличка. На березень 2013 року на виборах мера Києва за Порошенка були готові проголосувати 7 % киян, за Віталія Кличка — 31 %, за Попова — 20,3 %.
Під час сутичок на Банковій 1 грудня 2013 року, Порошенко разом із сином вийшов на захист мирних демонстрантів від міліції та провокаторів. У грудні в перший місяць Євромайдану президентський рейтинг Порошенка виріс до 10.3 %.

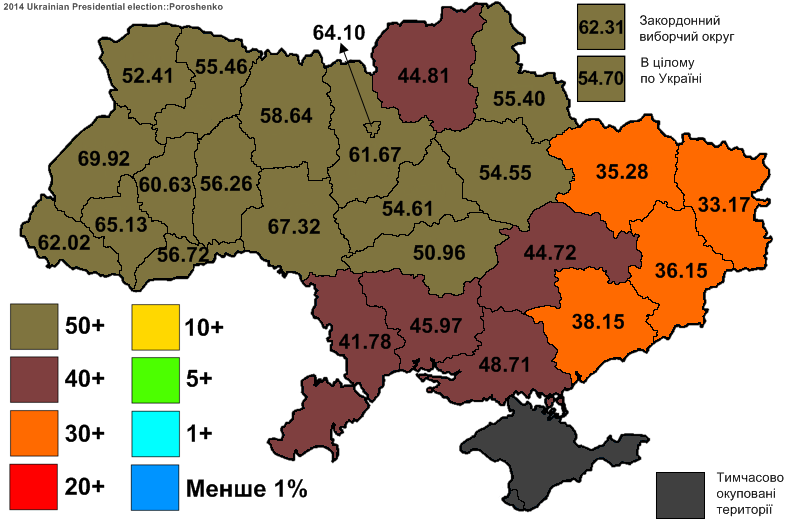
Підтримка на виборах Президента України 2014-го

Після лютневих подій 2014 року (усунення від влади Януковича) відмовився ввійти в уряд Арсенія Яценюка. У контексті Кримської кризи здійснив робочу поїздку до Криму.

## Президентство

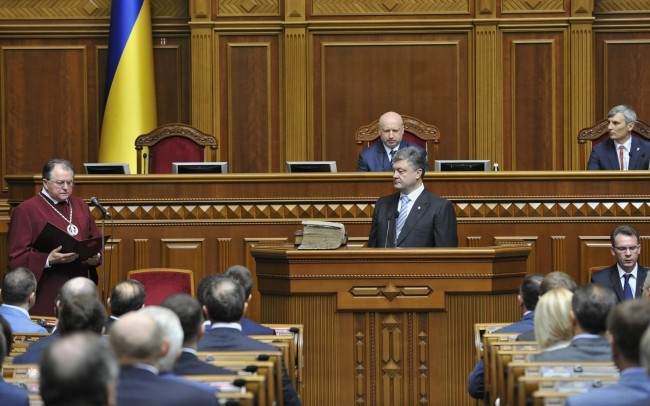
Приведення Порошенка до присяги.

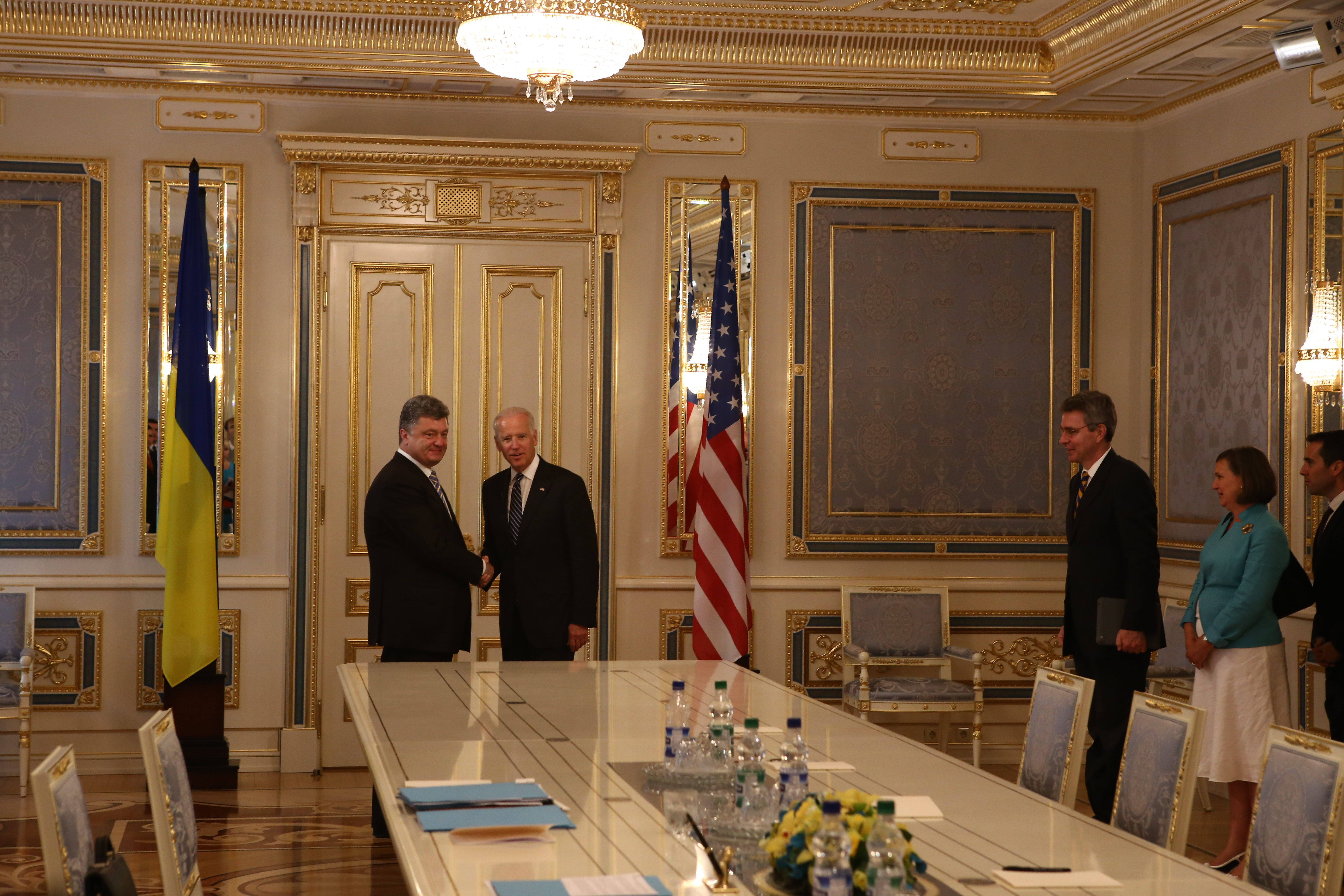
Зустріч з віцепрезидентом США Джо Байденом у день інавгурації Президента України

### Віденська угода та передвиборча кампанія
За даними ЗМІ, у лютому-березні 2014 року олігарх Фірташ зустрічався з ймовірними кандидатами на пост Президента України — Порошенком та Кличком. Результатом перемовин 25 березня у Відні стала угода про відмову Кличка від балотування на користь Порошенка, взамін на що другий зобов'язувався підтримати Кличка на пост мера Києва. Також було погоджено спільний похід на місцеві та парламентські вибори у пропорції 50 на 50 (пізніше пропорція у парламентських списках змінилась до 70/30 на користь президента). Уже через кілька днів після угоди, Кличко зробив публічну заяву про відмову від передвиборчої гонки на користь Порошенка та оголосив про намір стати мером Києва. Наявність угоди з Кличком у Відні підтвердив сам Порошенко, та опублікував її у червні 2015-го.
Узявши участь у президентських виборах 2014 року, Порошенко отримав 54,7 % голосів та переміг у першому турі. Він став наймолодшим президентом України, поки в 2019 наймолодшим президентом не став Володимир Зеленський. Слоган передвиборчої кампанії — «Жити по-новому».
Приведений до присяги 7 червня 2014 року Того ж дня взяв на себе повноваження Верховного Головнокомандувача ЗСУ.
Під час інавгураційної промови Порошенко заявив, що використає дипломатичний досвід для підписання міжнародного договору, який прийшов би на зміну Будапештського меморандуму і зміг би надати надійні гарантії миру й безпеки, аж до військової підтримки в разі загрози територіальній цілісності.

### Війна на сході України
20 червня 2014 року Порошенко під час свого першого робочого візиту на Донбас оголосив перемир'я з 18:30 до 27 червня. Він заявив, що це робиться для того, щоб терористи могли скласти зброю, а ті, хто цього не зроблять, будуть знищені. Під час поїздки він представив свій мирний план з урегулювання конфлікту в Донецьку та Луганську, який передбачав децентралізацію й дострокові вибори на Донбасі Але перемир'я було одностороннім, оскільки бойовики продовжили обстрілювали позиції сил АТО. Під час «перемир'я» мав декілька телефонних розмов у нормандському форманті з Путіним, Меркель та Олландом. 27 червня, в день підписання Угоди про асоціацію з ЄС, перемир'я було продовжено ще на 72 години.
О 22:00 30 червня 2014 року, після закінчення терміну дії одностороннього припинення вогню, Порошенко заявив: «Ми будемо наступати й звільняти нашу землю». Станом на 27 липня в Донецькій та Луганській областях українською армією було визволено понад 60 міст та сіл. 27 серпня на територію України були введені регулярні російські війська, внаслідок чого Україна втратила значні території й 7 вересня була змушена підписати Мінський протокол. Проте, напруження на Сході зберігалось.
12 лютого 2015 року у Мінську Порошенко, Путін, Меркель та Олланд підписали Комплекс заходів щодо виконання Мінських угод. 2 жовтня того ж року на зустрічі «нормандської четвірки» було домовлено про відведення легкого озброєння калібром менш як 100 мм, а також танків й мінометів. Представники ОБСЄ мали отримати доступ до всіх окупованих територій, включно з українсько-російським кордоном. 8 жовтня Порошенко заявив, що вибори на окупованому Донбасі можуть відбутися лише після виведення російських військ.
Україна добилася, щоб її західні партнери прийняли трактування Києва, згідно з яким реалізації політичних пунктів Мінських угод має передувати виконання всіх безпекових вимог. Під час зустрічі із Путіним у травні 2017 року Ангела Меркель прямо вимагала від лідера Кремля припинити війну на території України. Вона поставила умову: політичні питання Донбасу можна вирішувати лише після закінчення гарячої фази бойових дій.
На брифінгу з президентом України Петром Порошенком у Парижі президент Франції Еммануель Макрон вказав на агресію Росії на Донбасі: «Агресія виходить з Росії, тобто агресором є не Україна. Також ми визнаємо, що анексія Криму є незаконною, значить, ми всі знаємо, хто розв'язав війну і хто створив цю ситуацію і в якій ситуації ми знаходимося».
18 січня 2018 року Верховна Рада України прийняла президентський законопроєкт «Про деокупацію Донбасу», де Росія офіційно визнається державою-агресором і фіксується окупація частини України Російською Федерацією. 22 січня під час виступу з нагоди Дня Соборності України Президент Порошенко зазначив, що цей закон не суперечить мінським домовленостям і зазначив: «Агресору не подобається, коли його називають агресором. На злодії шапка горить і він хоче уникнути міжнародної відповідальності за свої злочини». 20 лютого закон був підписаний Петром Порошенком.
17 березня того ж року в інтерв'ю німецькому виданню «Westdeutsche Zeitung» Порошенко заявив, що на Сході України «не заморожений конфлікт, а спекотна війна… Українські солдати постійно гинуть від російських снайперів». Посилаючись на супутникові знімки він повідомив, що на території України використовуються близько 1000 артилерійських озброєнь, 300 ракетних систем та 700 російських танків і підкреслив, що «поки російські бойовики діють на українській землі, Мінські угоди не мають шансів». Ключовим пунктом для здійснення Мінських угод він назвав створення миротворчої місії на Донбасі, яка знешкодить бойовиків, а антиросійські санкції можуть бути зняті лише після того, «коли останній російський солдат зникне із Донбаського регіону та Криму».
30 квітня 2018 року Порошенко офіційно оголосив про закінчення АТО на Донбасі, яка тривала чотири роки та наказав розпочати Операцію Об'єднаних сил. Порошенко заявив, що ООС закінчиться лише тоді, коли всі українські міста та села будуть звільнені від російського окупанта.
19 травня 2018 року Порошенко підписав Указ, яким увів в дію рішення РНБО про остаточне припинення участі України у роботі структурних органів СНД.
28 серпня 2018 року заявив про те, що дію Договору про дружбу, співробітництво і партнерство між Україною та РФ буде припинено. Порошенко доручив МЗС України підготувати для цього необхідний пакет документів. 3 вересня він пояснив, що Україна не денонсує Договір про дружбу з Росією, бо це складна й тривала процедура, а відмовляється його продовжувати. 6 вересня РНБО підтримала пропозицію президента щодо непродовження Договору про дружбу з Росією на наступні 10 років. 17 вересня Президент Порошенко підписав указ про припинення даного Договору.

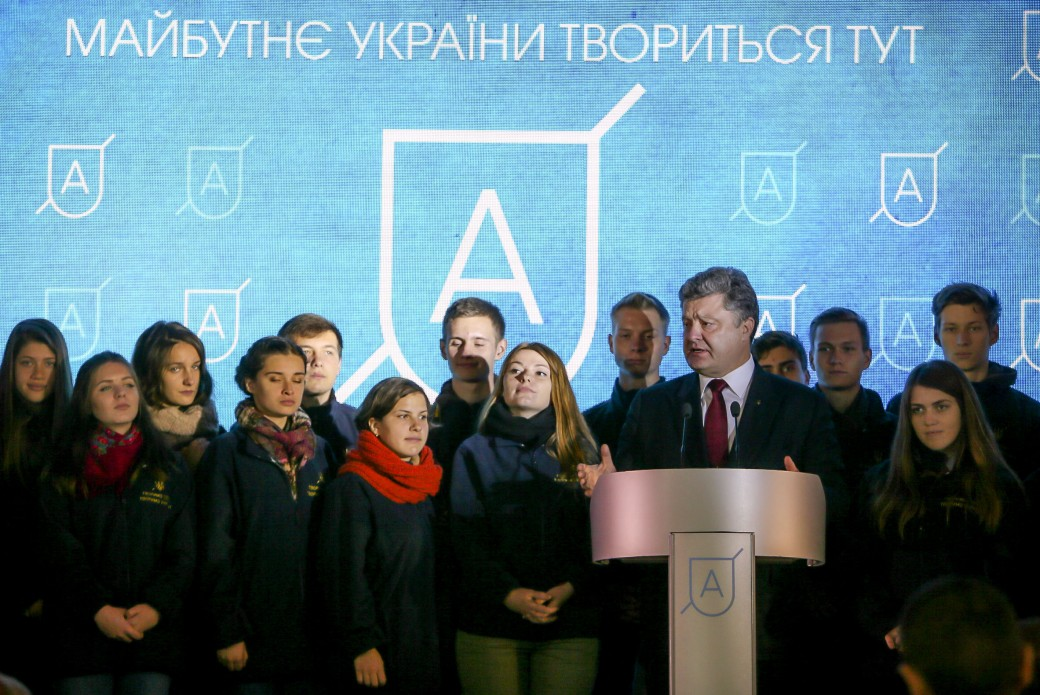
Порошенко під час зустрічі з українською молоддю, 2017 рік

### Внутрішня політика

#### Розпуск парламенту
Під час президентської передвиборчої кампанії Порошенко обіцяв розпустити ВРУ. 24 липня 2014 року розпалася парламентська коаліція Європейський вибір, з неї вийшли: УДАР, Свобода та Батьківщина, що надало Президенту право через два місяці розпустити Раду.
Увечері 25 серпня 2014 року Порошенко оголосив про розпуск ВРУ та проведення 26 жовтня дострокових виборів до парламенту. Під час виступу він заявив, що вибори допоможуть позбутися п'ятої колони й симпатиків бойовиків-сепаратистів у Верховній Раді.
На парламентських виборах Блок Порошенка, до складу якого увійшла партія «УДАР» Кличка, набрав 21,81 % голосів та виборов більшість місць у Верховній Раді (132 депутати). 27 листопада Блок Порошенка увійшов до складу коаліції Європейська Україна.

#### Люстрація
9 жовтня 2014 року Порошенко підписав закон «Про люстрацію», який був ухвалений Верховною Радою 16 вересня. Фінальна версія закону обмежує право для високопосадовців режиму Януковича обіймати посади в органах влади на 10 років, іншим — на 5.. Згідно із законом «Про люстрацію» заборона на зайняття посад на 10 років застосовується для осіб, які займали не менше одного року посади у період від 25 лютого 2010 до 22 лютого 2014 року.
Станом на 11 липня 2015 року було звільнено з державної служби вже понад 620 осіб, а станом на 19 вересня 2015 року було звільнено 760 чиновників, близько 80 чиновників ще проходили перевірку, а вже станом на середину липня 2016 року згідно з інформацією Єдиного державного реєстру осіб було звільнено 923 особи.

#### Стратегія розвитку «Україна-2020»
12 січня 2015 року Президентом Порошенком був підписаний Указ Про стратегії надійного розвитку «Україна-2020», яка містить 62 реформи. З них пріоритетними є 8 реформ та 2 програми. Метою реформ є досягнення європейських стандартів життя.
7 квітня 2015 року Порошенко підписав закон «Про суспільне телебачення та радіомовлення».

#### Антикорупційна реформа
14 жовтня 2014 року Петро Порошенко підписав указ про створення Національної ради з питань антикорупційної політики, як консультативно-дорадчого органу при президенті. Також Рада прийняла Закон про прокуратуру, який забороняє прокуратурі право втручатися в цивільне життя, чинити вплив на громадян та бізнес.
Того ж дня ВРУ підтримала створення Антикорупційного бюро, після чого Порошенко своїм указом призначив членами конституційної комісії Національного Антикорупційного бюро Рефата Чубарова, Євгена Захарова та Ярослава Грицака. Сам Порошенко спочатку підтримував ідею, щоб Антикорупційне бюро очолив іноземець. Розглядалися кандидатури американських, грузинських фахівців, проте вони не пройшли конкурс і 16 квітня 2015 року Порошенко оголосив про призначення директором Антикорупційного бюро експрокурора Артема Ситника.
Також, у рамках антикорупційної реформи було створено такі органи, як НАЗК, САП, ДБР та Антикорупційний суд. Крім того, для боротьби з корупцією у сфері державних закупівель було створено систему закупівель ProZorro.
У рейтингу сприйняття корупції за 2019 рік Україна набрала 30 балів зі 100 можливих і посідала 126-те місце зі 180 країн. Поруч з Україною у рейтингу були Киргизстан, Азербайджан та Джибуті. Україна з-поміж усіх сусідів випередила Росію, але випустила вперед Білорусь. До Революції гідності у цьому ж рейтингу Україна мала 142-те місце зі 175 можливих.

#### Деолігархізація
19 березня 2015 року Верховна Рада прийняла зміни до закону про акціонерні товариства, яким знизила кворум для проведення загальних зборів аукціонерів для усіх акціонерних товариств незалежно від їх виду власності до 50 %+1 акція у 2015 році. Однією з головних цілей законопроєкту було повернення державі контролю над Укрнафтою, близько 43 % акцій якої контролював менеджмент Коломойського та 50 %+1 — держави. 25 березня закон про внесення змін до закону України «Про акціонерні товариства» був підписаний Президентом. Коментуючи конфліктну ситуацію навколо «Укрнафти» й подальшу відставку Коломойського, Порошенко заявив, що це початок деолігархізації країни.
Внаслідок деолігархізації найбільше постраждав Дмитро Фірташ, який втратив контроль над значною частиною активів та дніпровський олігарх Коломойський. 18 грудня 2016 року 100 % акцій ПриватБанку Коломойського було переведено у власність держави — (Міністерству фінансів). Порошенко пояснив націоналізацію «ПриватБанку» тим, що «від стану справ в цьому банку залежить вся фінансово-економічна ситуація в країні», також він запевнив, що попередні власники визнали необхідність змінити власника.
Найменше від «деолігархізації» постраждав Рінат Ахметов. Деякі українські журналісти, зокрема С. Лещенко звинувачують Президента Порошенка у створенні власного олігархічного клану для того, щоб гарантувати довгострокове перебування при владі. Водночас, за даними міжнародного видання Bloomberg, статки Ахметова із січня 2013 року скоротилися з $22,4 млрд до $3,5 млрд.
«Олігархія кучмівських часів, хай і повільно, але втрачає свої позиції. З кожним роком, в рейтингу ста найбагатших людей країни з'являється все більше підприємців, які зробили свої статки без преференцій та політичної підтримки», — так журнал «Фокус» в рейтингу за 2017 рік підбив підсумки деолігархізації.
28 лютого 2018 року під час своєї пресконференції «Виклики-2018» Порошенко заявив, що жоден з олігархів не має на нього впливу та зазначив, що держава повернула у свою власність «Укртелеком», що належав Ахметову.

#### Декомунізація
22 липня 2014 року Верховною Радою було прийнято закон, який дав дозвіл на розпуск фракції комуністів.
15 травня 2015 року П. Порошенко підписав чотири «декомунізаційні» закони, зокрема «Про засудження комуністичного та націонал-соціалістичного тоталітарних режимів в Україні та заборону пропаганди їх символіки». Заборонялася радянська символіка, засуджувався комуністичний режим, відкривалися архіви радянських спецслужб та визнавалися борцями за незалежність України УПА та інші організації. 17 травня Порошенко заявив, що він «зробив те, що мусив» і закликав не допускати нового червоного чи коричневого геноциду супроти українського народу.
24 липня 2015 в ході декомунізації Міністерство юстиції заборонило КПУ брати участь у місцевих, парламентських та президентських виборах, як такій, що порушує українське законодавство. Таким чином, КПУ та інші компартії було позбавлено статусу політичних.
17 грудня 2015 року окружний адміністративний суд Києва заборонив діяльність КПУ. До 23 серпня 2016 року в процесі декомунізації по Україні демонтовано понад 1,3 тисячі пам'ятників Леніну та було перейменовано 987 населених пунктів та 26 районів.

#### Децентралізація
Однією з головних передвиборчих обіцянок Петра Порошенка була децентралізація влади. Він не раз підкреслював, що це не матиме нічого спільного з федералізацією. 3 березня 2014 року Порошенко підписав указ про створення Конституційної комісії, яка розробляла б зміни до Конституції, що стало початком нового етапу конституційної реформи.
24 червня зміни до Конституції України були схвалені Венеційською комісією.
1 липня Порошенко заявив, що децентралізація не означатиме послаблення центральної влади в таких питаннях, як оборона, зовнішня політика, національна безпека, верховенство права, дотримання громадянських свобод. Президент матиме право розпустити органи місцевого самоврядування у випадку, якщо ті порушуватимуть суверенітет і територіальну цілісність України, а особливого статусу Донбасу проєкт змін до Конституції не передбачає.
Проєкт передбачав можливість спеціального порядку здійснення місцевого самоврядування в окремих одиницях Донецької та Луганської областей. Порошенко заявив, що для нагляду за додержанням законів будуть призначатися префекти, які не матимуть повноважень втручатися в управління й фінансові потоки.
В першому читанні зміни до Конституції підтримали 265 депутатів. 9 вересня на засіданні Ради регіонів Порошенко заявив, що внесення змін до Конституції залежатимуть від виконання мінських угод і у випадку введення воєнного стану Конституція не змінюватиметься. Однак, адмінреформа децентралізації продовжилася.
28 серпня 2016 року у семи об'єднаних громадах пройшли перші вибори місцевих голів та депутатів, 18 грудня вибори відбулись у 144 територіальних об'єднаних громадах. На них обиралися сільські голови, селищні голови, міські голови та старости.
Станом на червень 2017 року було об'єднано 413 громад, а децентралізація була найбільш успішною реформою в Україні. За даними експертів Асоціації міст України у 2017 році кількість дотаційних місцевих бюджетів знизилася завдяки децентралізації на 24 %, а кількість бюджетів-донорів зросла на 12,5 %. Такі висновки підтверджуються даними Мінрегіону України, згідно з якими доходи до місцевих бюджетів за 2015 рік становили 99,8 млрд грн. У 2016 році ця цифра становила 144 млрд грн.
18 червня 2018 року пообіцяв, що поки буде при владі — не допустить ревізії курсу на децентралізацію, бо вона відповідає інтересам усіх українців. У січні-травні 2018 року надходження до загального фонду місцевих бюджетів збільшилась на 24 % у порівнянні з аналогічним періодом минулого року. Крім того, Порошенко заявив, що «децентралізація на багато років стала дуже ефективним щепленням від федералізації».

#### Реформування армії:
Під час передвиборчої кампанії Порошенко також обіцяв реформування оборонного сектора й поступовий перехід армії на стандарти НАТО Реформування армії було одним з головних пунктів варіанту коаліційної угоди — 2014 від Блоку Порошенка. У 2015 році батальйони територіальної оборони які за словами Порошенка, губернатори вважали своїми «кишеньковими збройними силами», були вертикально інтегровані в структуру ЗСУ. Того ж року Порошенко заявив, що «Україні потрібно відходити від стандартів радянської армії» і запроваджувати нові українські традиції, тому в українській армії з'являться звання хорунжий — замість молодшого лейтенанта й бригадний генерал — молодше генеральське звання. Порошенко заявив, що заміна звання молодшого лейтенанта на хорунжого повністю відповідає українським традиціям і стандартам НАТО.

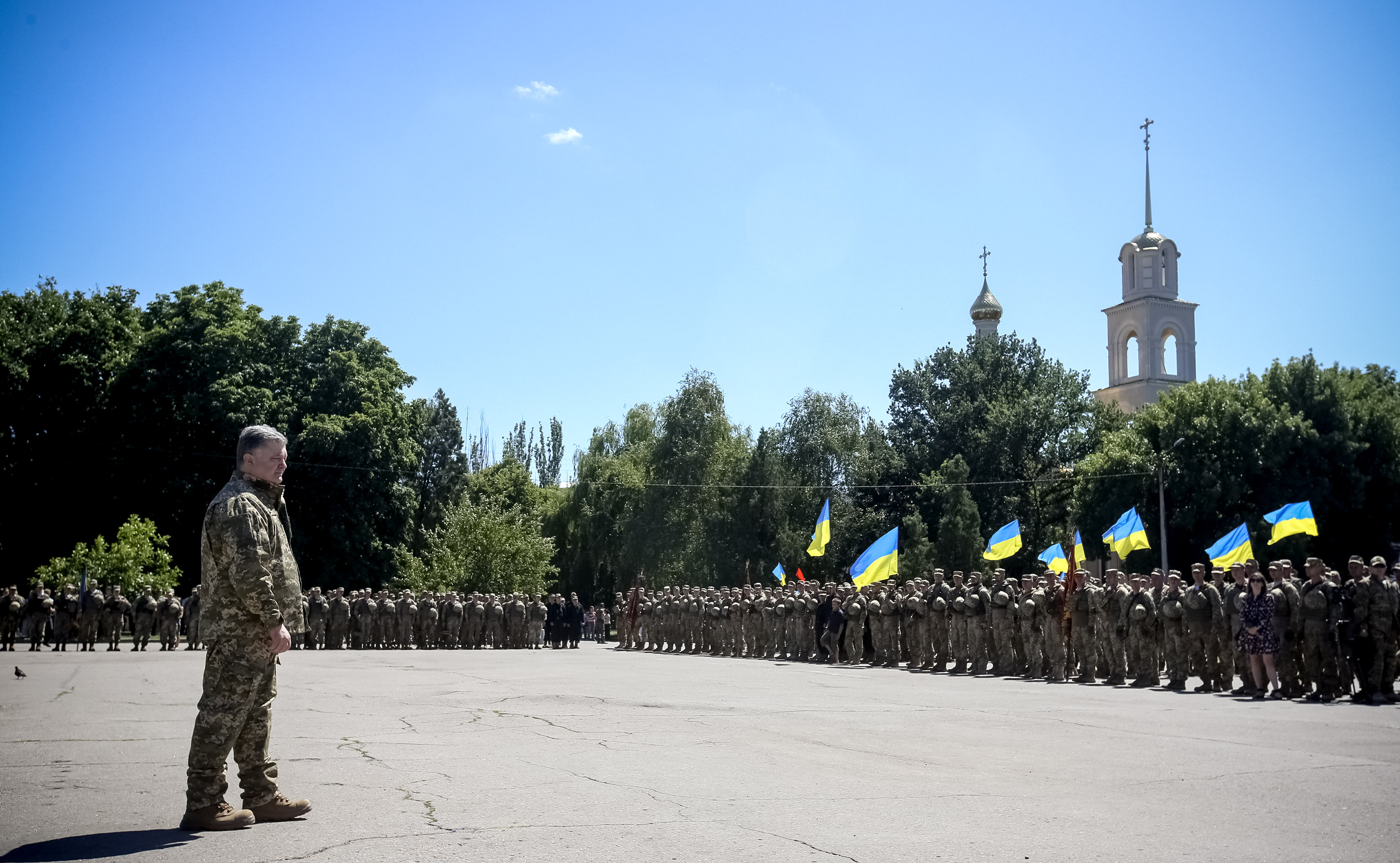
Слов'янськ, липень 2016

2 вересня РНБО схвалила проєкт нової редакції Воєнної доктрини України. Згідно з нею: Росія головний противник України, а також затверджується відмова від політики позаблоковості та затверджує стратегічний курс на євроатлантичну інтеграцію. 3 вересня Порошенко заявив, що до 2020 року українська армія має перейти на стандарти НАТО. 24 вересня Порошенко підписав указ «Про нову редакцію Воєнної доктрини України.»
6 червня 2016 року Петро Порошенко підписав указ про введення в дію рішення РНБО «Про стратегічний оборонний бюлетень України» — Державну програму розвитку ЗСУ, дорожню карту оборонної реформи з визначенням шляхів її впровадження на засадах і принципах НАТО. 26 липня підписав закон, яким було завершено процес створення Сил спеціальних операцій ЗСУ. 2016 зарплати військовослужбовців було підвищено втричі. 6 вересня Порошенко повідомив, що українська армія вже на 75 % контрактна, а 15 грудня заявив, що мобілізація в Україні зупинена і на фронті лише воїни-контрактники.
31 грудня 2016 року заявив, що у 2016 році в ЗСУ було укладено контракти із 70 тис. осіб. Повний перехід на контрактну службу планується завершити до 2020 року, набравши 250 тисяч воїнів.
23 березня 2017 року Президент Порошенко ввів у дію рішення РНБО про державну програму розвитку ЗСУ до 2020 року. Американський стратегічний радник високого рівня Джон Абизейд оцінив якість реформування української армії за останні роки. Так, під час зустрічі з головою Генштабу генералом Віктором Муженком він заявив, що «вражений масштабами змін, які зазнали ВСУ за останні два роки».
Станом на липень 2017 року за стандартами НАТО у Збройних Силах України підготовлені 28 повноцінних бойових підрозділів. 3 вересня 2018 року Петро Порошенко закликав Верховну Раду внести зміни до законодавства, що дозволить закріпити нове військове вітання «Слава Україні!» і відповідь «Героям слава!». Крім того, він закликав змінити вимогу звернення до військовослужбовців «товариш» на «пан». Вперше військове вітання «Слава Україні!» використовували 24 серпня на параді з нагоди Дня Незалежності.

#### Сприяння створенню Єдиної помісної православної церкви
19 березня 2016 року під час візиту до Стамбула Петро Порошенко вперше особисто зустрівся із Вселенським патріархом Варфоломієм І. Після зустрічі український Президент повідомив, що обговорив з патріархом «єдину помісну церкву, яку прагне і чекає український народ». Варфоломій своєю чергою пообіцяв «молитися за мир і єдність в Україні». Трохи пізніше, у квітні, Порошенко звертався до Предстоятеля Румунської Православної Церкви патріарха Даниїла з проханням підтримати та сприяти реалізації бажання українців мати єдину православну церкву.

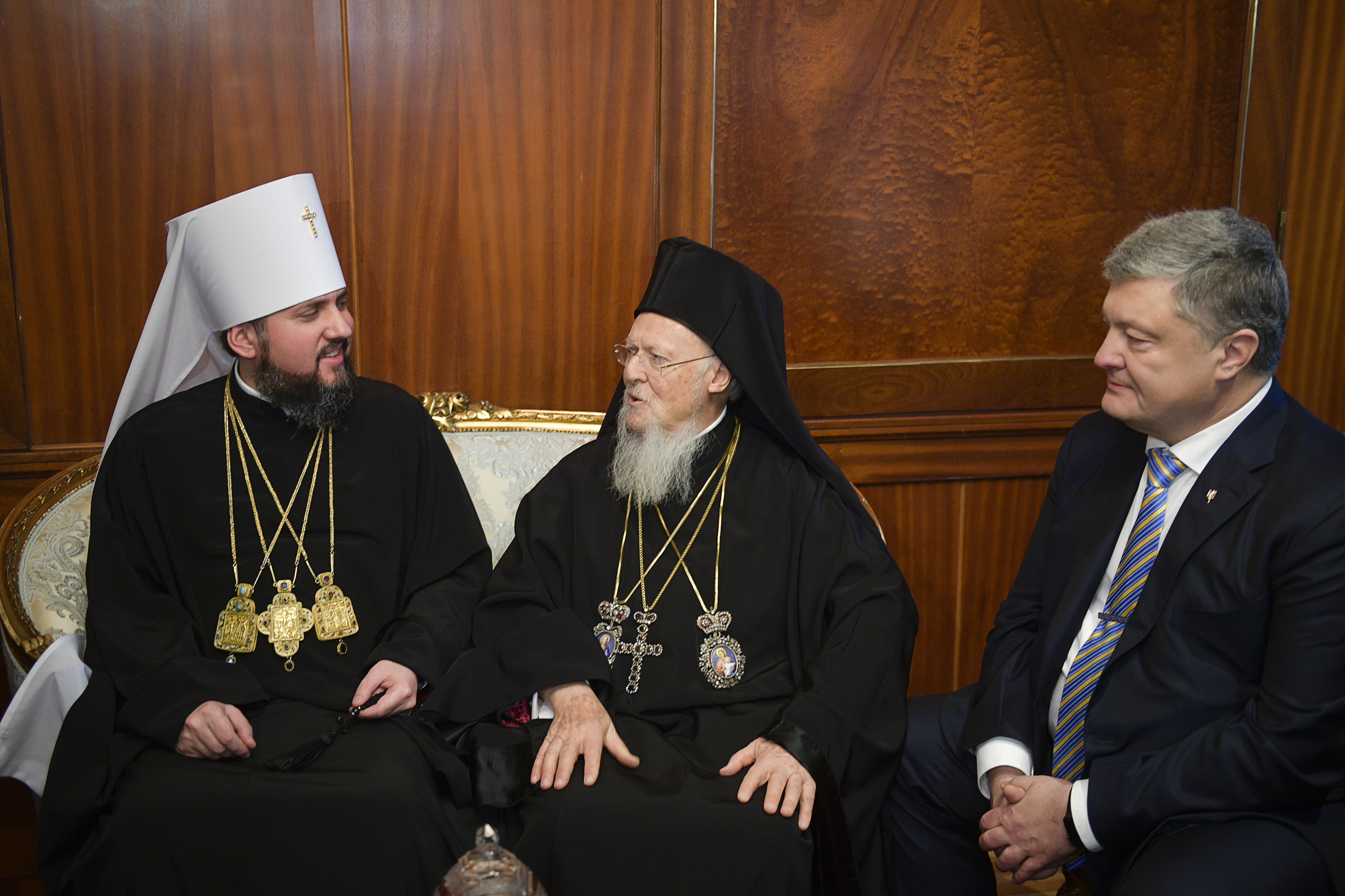
Митрополит Епіфаній, патріарх Варфоломій та Президент Порошенко, 5 січня 2019

9 квітня 2018 року Президент Порошенко знову зустрівся із Варфоломієм у його офіційній резиденції. Вже 17 квітня Порошенко офіційно звернувся до Вселенського патріарха Варфоломія І з проханням «надати томос про автокефалію українській помісній православній церкві». 19 квітня того ж року депутати Верховної Ради підтримали постанову про підтримку звернення президента до вселенського патріарха Варфоломія про надання томосу на автокефалію православної церкви в Україні. Під час свого виступу у парламенті П. Порошенко наголосив, що отримання автокефалії православною церквою в Україні не означатиме, що вона стане державною. Він відзначив, що отримав відповідне звернення від Української православної церкви Київського патріархату та від Української Автокефальної православної церкви й підкреслив, що ця церква буде незалежною від Москви. У жовтні 2018 року на Порошенка подавали до суду через це звернення як таке, що було поза компетенцією Президента України щодо втручання у діяльність релігійних організацій, але у березні 2019 року суд відхилив позов.
15 грудня у Києві відбувся об'єднавчий собор Української помісної православної церкви, на якому був присутній Порошенко. Результатом об'єднавчого собору стало утворення автокефальної православної церкви на території України — Православної церкви України. 5 січня 2019 року патріарх Варфоломій підписав Томос про автокефалію об'єднаної Православної церкви України. У неділю, 6 січня Вселенський патріарх у Стамбулі передав Томос Митрополиту Київському і всієї України Епіфанію. У храмі був присутній Петро Порошенко разом з українською делегацією.

#### Судова реформа
5 лютого 2015 року Верховна Рада проголосувала за направлення до Конституційного суду законопроєкту про скасування недоторканності народних депутатів та суддів, внесеного до парламенту Порошенком.
24 лютого Порошенко підписав закон «Про забезпечення права на справедливий суд», що передбачає конкурсний вибір суддів, тотальну переатестацію чинних суддів, перелік можливостей відсторонення суддів та притягнення їх до дисциплінарної відповідальності.

#### Вища рада правосуддя
2 червня 2016 року Рада 335 голосами підтримала Закон «Про внесення змін до Конституції» щодо правосуддя. Згідно із законом кандидатуру на посаду судді подається президенту Вищою радою правосуддя. Призначення на посаду судді здійснюється за конкурсом. Голову Верховного Суду обирає та звільняє Пленум Верховного Суду.
13 липня Порошенко підписав закон «Про судоустрій і статус суддів», який передбачає проведення кваліфікаційних іспитів, перевірку кандидатів у судді в рамках законодавства з протидії корупції та конкурс на заміщення посад. Після цього Рада правосуддя вносить кандидатуру президенту України.
21 грудня 2016 року Закон про Вищу раду правосуддя було ухвалено ВРУ. Вища рада правосуддя буде колегіальний орган державної влади та суддівського управління метою якого є забезпечити незалежність судової влади, матиме право позбавляти недоторканності суддів, які підозрюються у кримінальних злочинах, складатиметься з 21 члена, 10 з котрих вибиратиме з'їзд суддів, по два назначатиме Президент, Верховна Рада, з'їзд адвокатів, всеукраїнська конференція прокурорів та представників вищих юридичних навчальних закладів.
3 січня 2017 року закон «Про Вищу раду правосуддя» був підписаний президентом Порошенком, який наголосив, що цей орган прибирає політичну складову в судовій гілці влади — з механізмів призначення, переведення, звільнення та надання згоди на затримання або арешт судді.
Судовою реформою передбачено реорганізацію Вищої ради юстиції на Вищу раду правосуддя до 2019 року. 13 липня 2017 року Верховна Рада прийняла в цілому нову редакцію закону про Конституційний суд України, який передбачає зміну структури, повноважень КС, а також встановлення процедури розгляду конституційної скарги. Також вводиться конкурсний порядок відбору кандидатур на посаду судді Конституційного Суду.
7 травня 2019 року вже після програшу на президентських виборах П. Порошенко призначив 75 суддів Верховного суду. З 75 суддів до Касаційного адміністративного суду — 25, до Касаційного господарського суду — 15, до Касаційного кримінального — 13, Касаційного цивільного — 22. Тоді він заявив, що сподівається, що наступний президент та його команда не втручатимуться у роботу незалежного суду.

#### Електронні декларації
16 березня 2016 року Порошенко підписав закон «Про внесення змін до деяких законодавчих актів України щодо особливостей подання посадовими особами декларацій про майно, доходи, витрати й зобов'язання фінансового характеру у 2016 році». Спочатку планувалося, що електронне декларування має бути запущено з 2017 року. Електронне декларування активів посадовців розпочало роботу з опівночі 1 вересня 2016-го, однак з технічними проблемами.
Станом на кінець 30 жовтня 2016-го в системі було зареєстровано 112.419 документів. Про своє майно не відзвітували сім народних депутатів. 1 січня 2017 року в Україні розпочалась друга хвиля електронного декларування. Закон про електронне декларування передбачає кримінальну відповідальність за приховування доходів, якщо внесені дані відрізняються від достовірних на суму понад 250 розмірів мінімальної зарплати — 344—450 гривень. У законі передбачено позбавлення волі терміном до двох років, покарання у вигляді штрафу від 2,5 до 3,5 тисяч.

#### Підвищення мінімальної зарплатні
27 жовтня 2016 року Кабмін ухвалив рішення про підвищення з 1 січня 2017 року заробітної платні вдвічі. Це мало позначитись на 4 млн українців і мало на меті боротьбу з бідністю. З 1 січня 2017 року мінімальна зарплата становила 3 200 гривень на місяць, в той час як у 2016 р. — 1.500 грн. Також на 50 % було піднято зарплатню вчителям. З 1 січня 2018 року мінімальна зарплатня збільшилась до 3 723 грн.

#### Антирейдерський закон
28 жовтня 2016 року Порошенко підписав закон «Про внесення змін до деяких законодавчих актів України щодо вдосконалення державної реєстрації прав на нерухоме майно та захисту прав власності», що передбачає захист прав власності, економічних інтересів громадян та інвесторів, зменшення ризиків незаконного заволодіння майном. Для замовників, виконавців і організаторів рейдерського захоплення передбачається кримінальне покарання з ув'язненням до 10 років. За незаконні дії нотаріусів під час перереєстрації майна чи бізнесу передбачається позбавлення волі терміном до 8 років.

#### Освітня реформа
25 вересня 2017 року Президент Порошенко підписав Закон «Про освіту», який був прийнятий Верховною Радою 5 вересня і дозволяє провести всеосяжну освітню реформу. Даним законом вводиться 12 річна середня освіта, мовою навчання визнається українська, нацменшини зможуть вчитися рідною мовою до 5-го класу, після чого всі предмети будуть викладатися лише українською. Це викликало стурбованість таких країн як Угорщина, Болгарія, Греція та Румунія. 30 вересня 2017 року посол Угорщини в Україні заявив, що Будапешт не підтримуватиме жодну ініціативу України на міжнародній арені до зміни мовної статті (стаття 7) закону «Про освіту».
Згідно з реформою директори шкіл обиратимуться за конкурсом, на період не більше двох термінів по 6 років. Також закон передбачає мінімальну зарплату вчителям не менше трьох мінімальних зарплат (9 600 гривень станом на вересень 2017 року).

#### Підтримка української мови
31 травня 2018 року Порошенко підписав Указ «Про невідкладні заходи щодо зміцнення державного статусу української мови та сприяння створенню єдиного культурного простору України». Указом передбачено затвердження цільової програми на 2018—2028 роки, спрямованої на забезпечення всебічного розвитку і функціонування української мови як державної в усіх сферах суспільного життя, створення єдиного культурного простору України та збереження цілісності культури. Водночас він запевнив, що дбатиме про збереження прав національних меншин України.
Запровадження мовних квот на радіо і телебачення Президент Порошенко оцінив позитивно. На його переконання, це сприяло популяризації української мови.

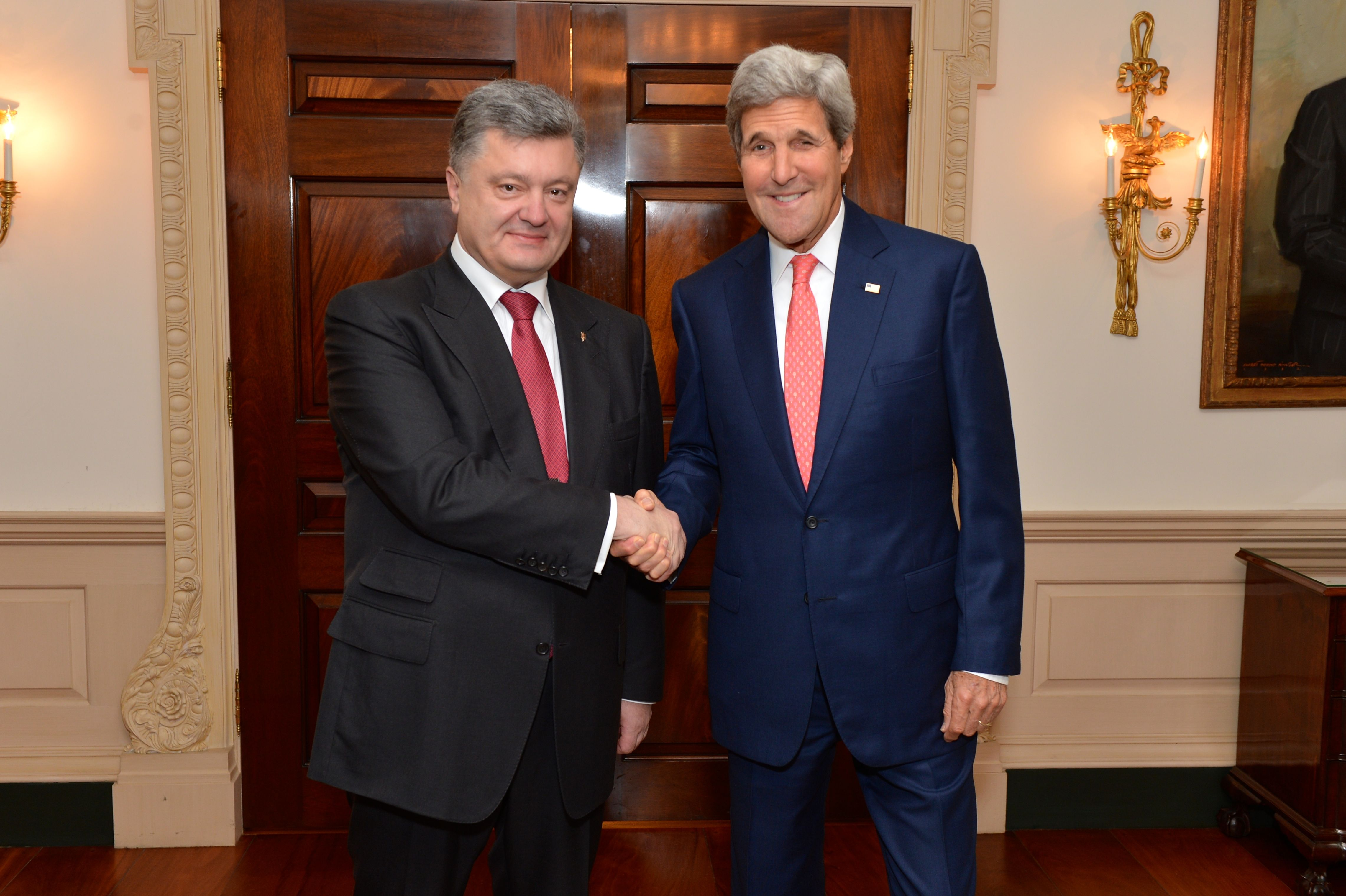
Петро Порошенко під час зустрічі з держсекретарем США Джоном Керрі, 2014 рік

### Зовнішня політика

#### Відносини з ЄС та НАТО

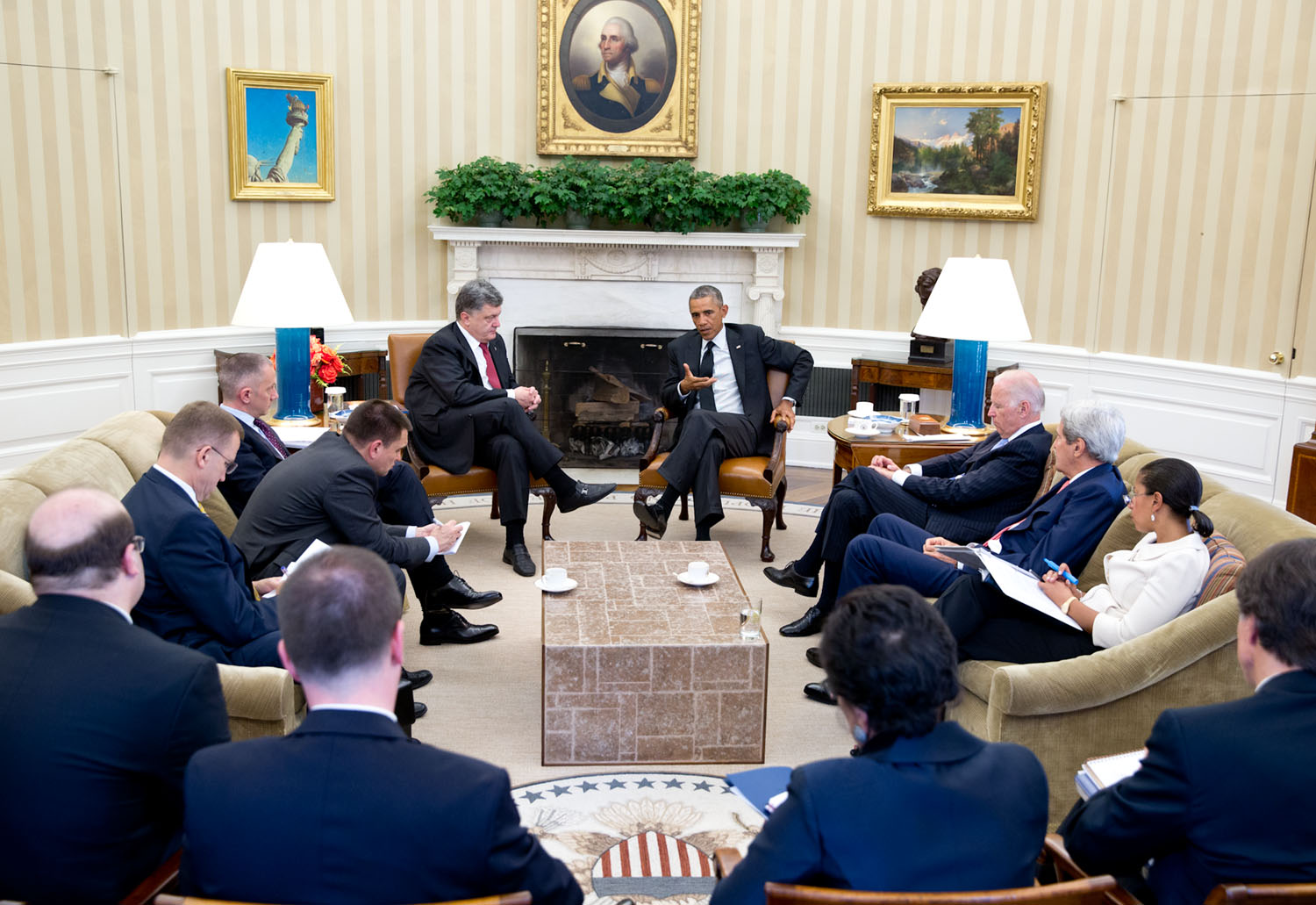
З Бараком Обамою, 5 червня 2014

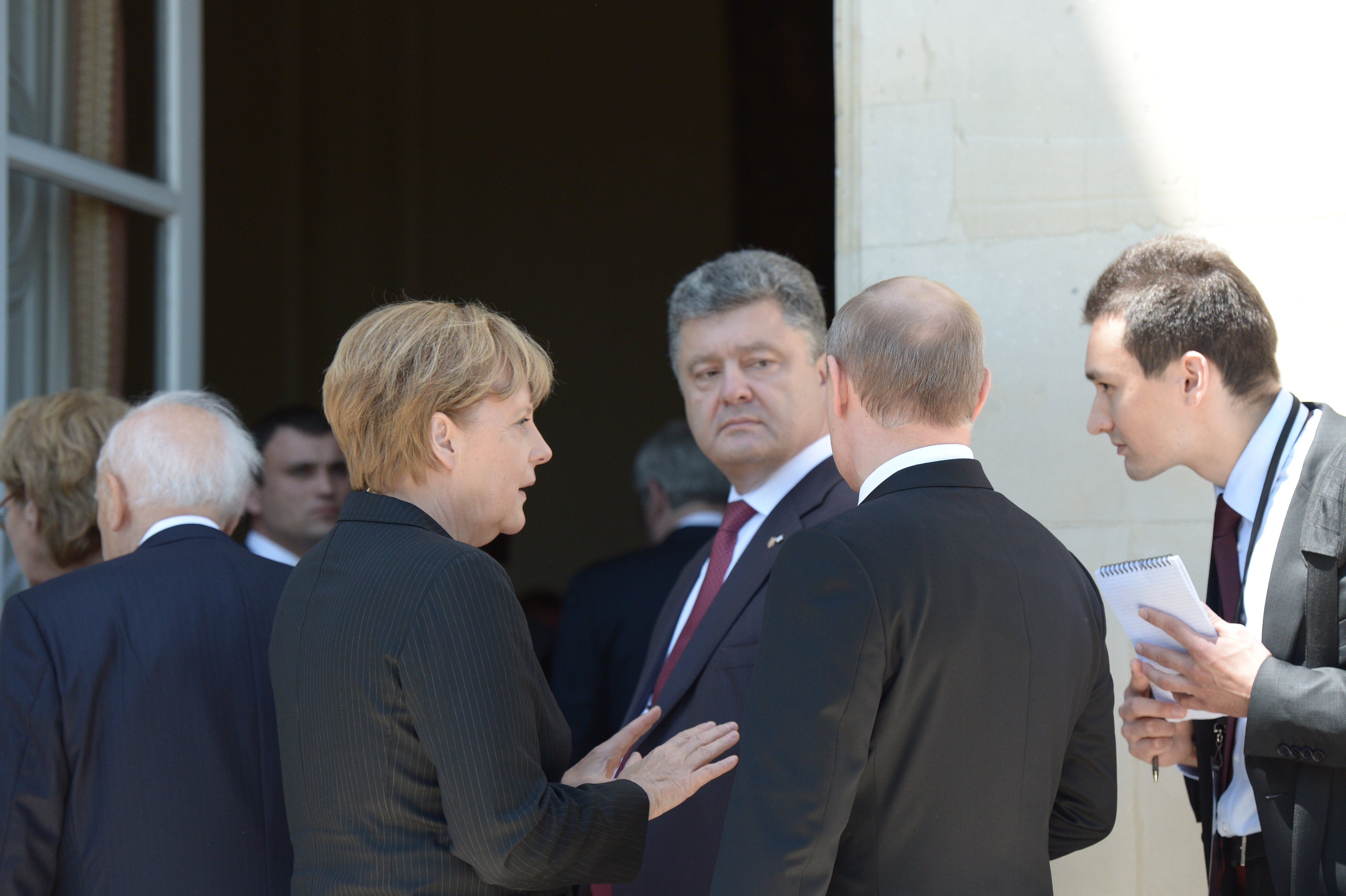
Порошенко, Путін і Меркель на святкуванні 70-ї річниці висадки союзників в Нормандії, 6 червня 2014

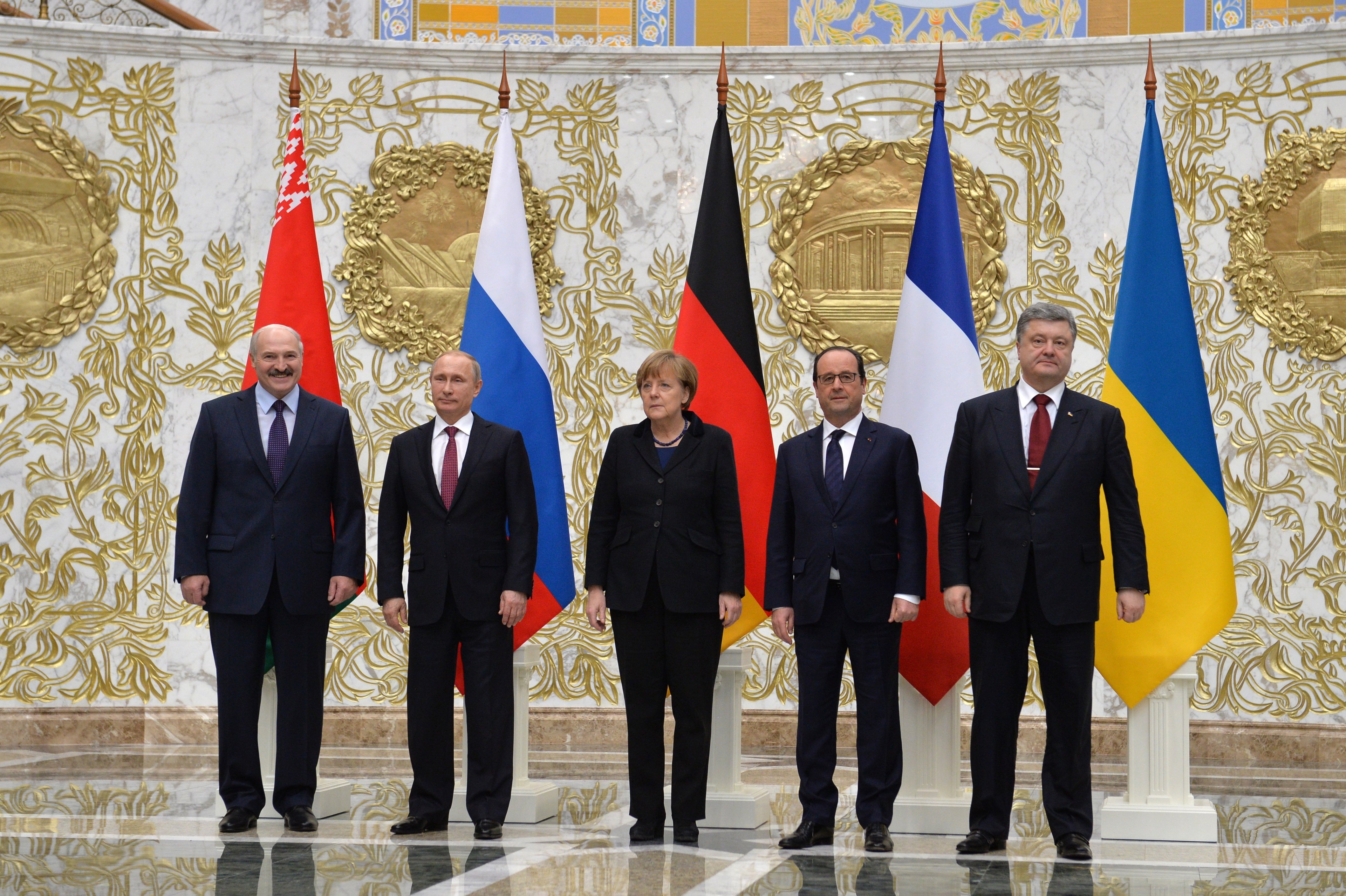
Нормандська четвірка у Мінську, 11 лютого 2015

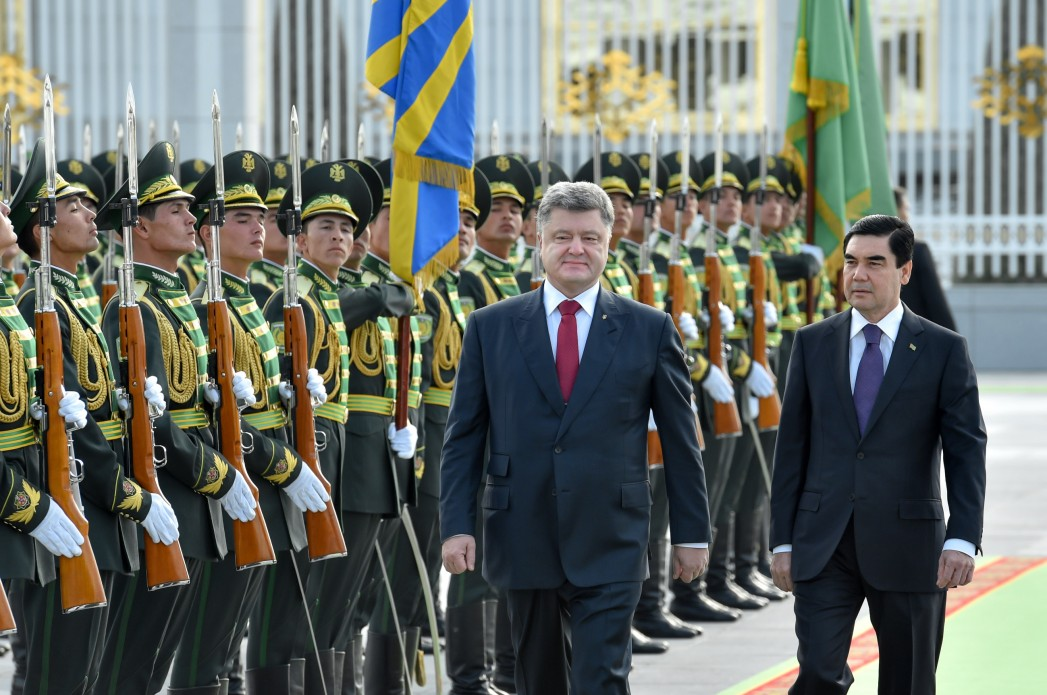
Офіційний візит до Туркменістану, 2015

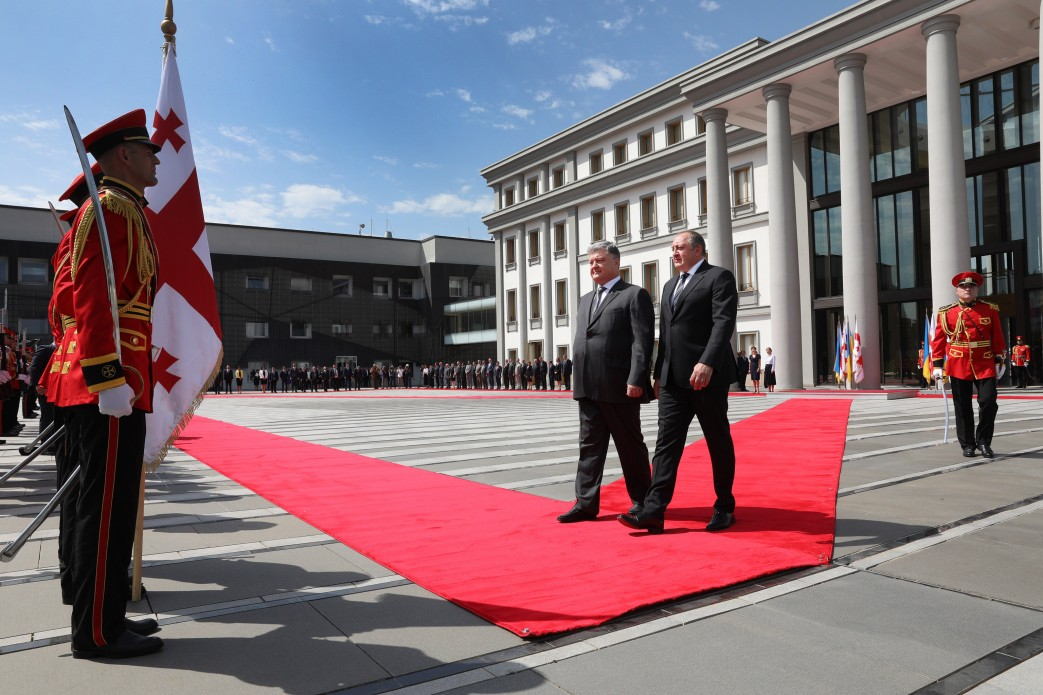
Державний візит до Грузії

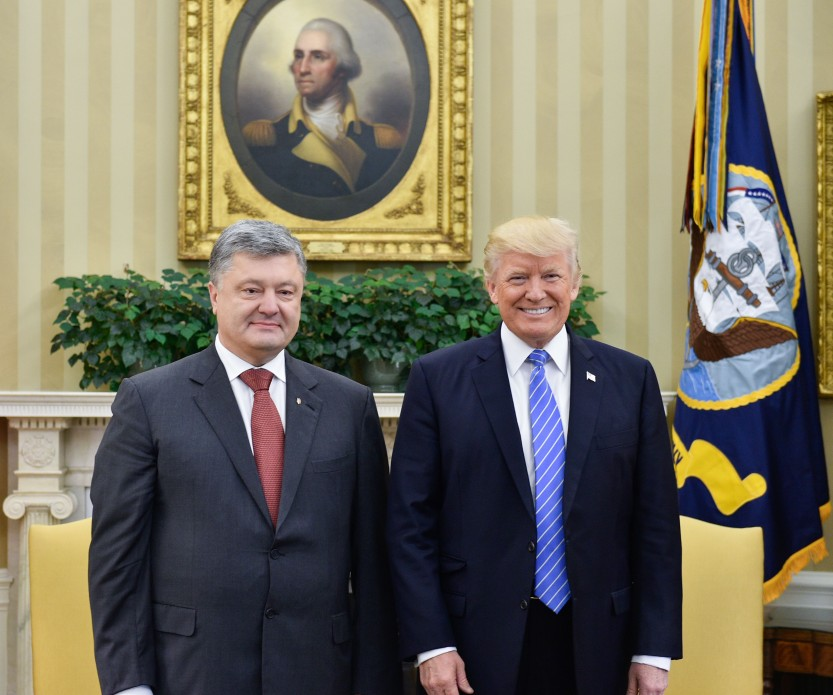
Зустріч із Трампом, 20 червня 2017

Зовнішня політика Президента Порошенка спрямована на поглиблення співпраці з НАТО, ЄС та США, досягненні газової незалежності від Росії, створення міжнародної коаліції на підтримку України, а також запровадження та посилення антиросійських санкцій.
27 червня 2014 в Брюсселі підписав Угоду про асоціацію з Європейським союзом, чого у 2013 році не зробив Янукович, що стало однією з причин початку Євромайдану. 30 травня 2017 року Угода була ратифікована Сенатом Нідерландів. Це рішення підтримали 50 членів Сенату, ще 25 проголосували проти.
18 вересня під час виступу в Конгресі США Порошенко закликав надати Україні більше політичної підтримки та надання нелетального та летального військового обладнання, а також статус союзника поза НАТО. Наступного дня провів переговори з президентом США Бараком Обамою, який повідомив, що США розширять допомогу Україні в економічній сфері та у розв'язання питань безпеки. 29 грудня того ж року Порошенко підписав законопроєкт про відмову від позаблокового статусу.
6 липня 2017 схвалив внесення змін до Законів України «Про основи національної безпеки» та «Про засади внутрішньої і зовнішньої політики», якими членство в НАТО визначене як пріоритетний національний інтерес. 10 липня Президент заявив, що Україна знову ставить на порядок денний питання про запровадження Плану дій щодо набуття Україною членства у НАТО.
20 червня 2017 відбулася перша зустріч з президентом США Дональдом Трампом. Під час зустрічі обговорювалася військово-технічна та економічна співпраця між Україною та США, було наголошено, що США й надалі підтримують Мінські домовленості.
Президент Порошенко заявив, що передав Д. Трампу докази, які підтверджують присутність російських військ на Донбасі, Україна досягла домовленості зі США про можливість закупівлі 2 млн тонн вугілля. Також підіймалося питання про визнання Конгресом США Голодомору 1932-33 років геноцидом.
26 червня під час візиту до Парижа Порошенко вперше зустрівся з президентом Франції Еммануелем Макроном. Після зустрічі Президент України заявив, що незабаром «нормандська четвірка» зможе представити суспільству новий план з деокупації та реінтеграції Донбасу, який може отримати назву «формула Макрона». Під час зустрічі Макрон наголосив, що між Україною та Францію згадав про Анну Київську і визнав анексію Криму незаконною.
7 лютого 2019 року Верховна Рада 334-ма голосами ухвалила у другому читанні законопроєкт про закріплення в Конституції стратегічного курсу України на членство у Європейському Союзі й НАТО. Таке рішення підтримали 334 народних депутати. Перед ухваленням законопроєкту, П. Порошенко висловив впевненість у тому, що Україна стане членом ЄС та НАТО.
Безвізовий режим з ЄС

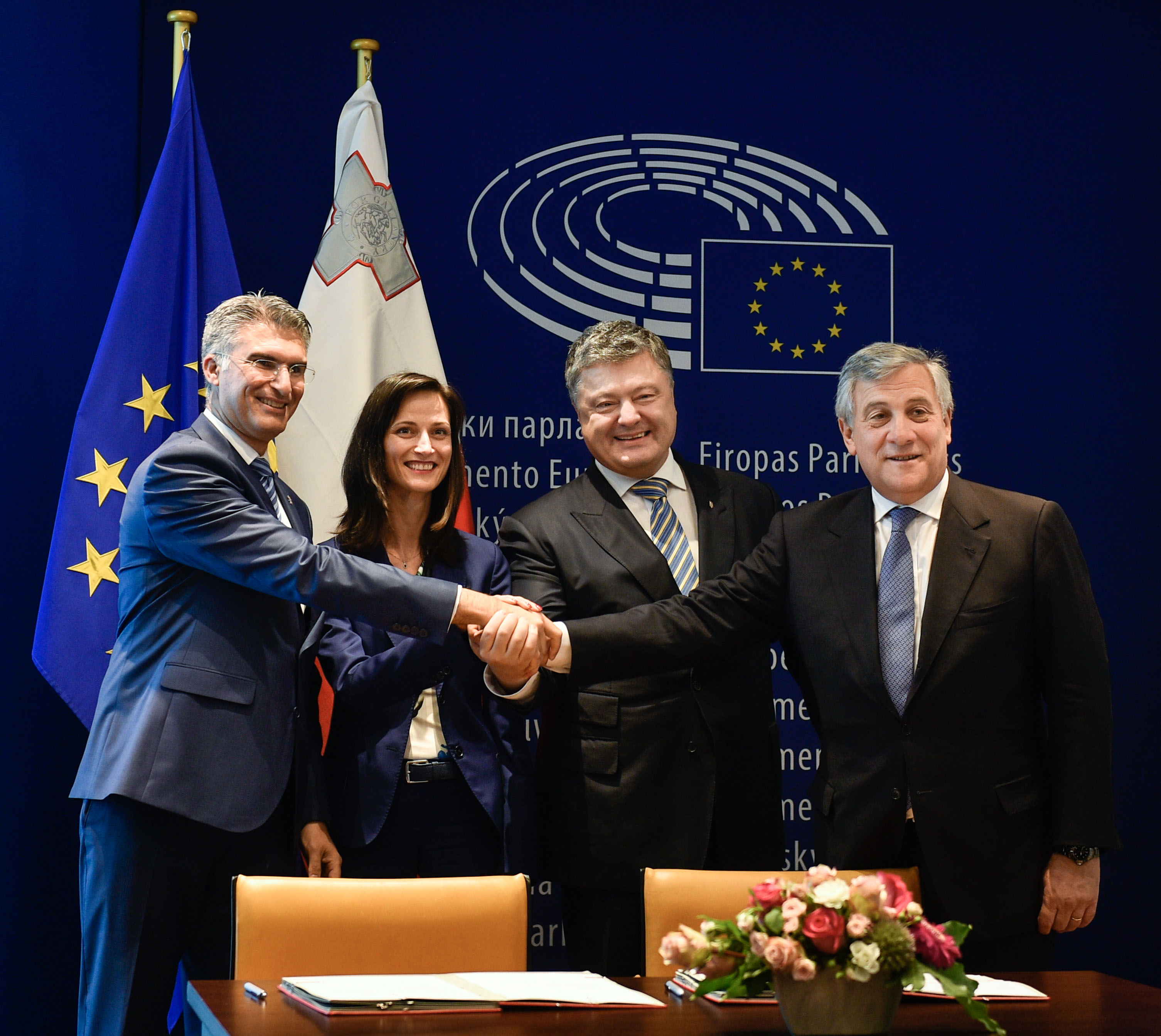
Підписання безвізового режиму, 17 травня 2017

Під час президентства Петра Порошенка Україна закінчила виконання необхідних процедур для отримання безвізового режиму з Євросоюзом. Наприкінці 2015 року ЄС офіційно визнав виконання Україною усіх умов візової лібералізації, проте запровадження безвізу затягнула криза з біженцями.
6 квітня 2017 року за надання безвізового режиму для громадян України проголосував Європейський парламент. За внесення України до списку держав, громадянам яких скасовуються визові вимоги проголосував 561 депутат Європарламенту, 26 квітня надання українцям безвізу підтримали посли держав-членів Євросоюзу, 11 травня відповідне рішення було ухвалено Радою міністрів сільського господарства та рибальства. 17 травня рішення про безвізовий режим для України підписали Голова Європейського парламенту Антоніо Таяні та представником Мальти, яка головувала в ЄС. Президент Порошенко теж був присутній на церемонії підписання. Опівночі на 11 червня 2017 року українці отримали право на безвізові поїздки до країн ЄС. Петро Порошенко назвав цю подію «остаточним і безповоротним розставанням з Москвою».
Канцлер ФРН Ангела Меркель під час щорічного прийняття для представників дипломатичного корпусу в замку Мезеберг заявила, що без «напористості» українського президента Петра Порошенка скасування віз для українців навряд чи стало б можливим. У 2017 році безвізом змогли скористатися 400 тисяч українців з біометричними паспортами. Вже станом на 3 січня 2019 року безвізовим режимом скористалися 2 млн українців. Того ж місяця Порошенко повідомив, що «кількість країн, куди українці можуть безвізово подорожувати або отримувати візу на кордоні, дорівнює 131 країні».

#### Енергонезалежність від Росії
29 травня 2014 Порошенко заявив, що Україна не купуватиме в Росії газ ціною 500 доларів, а завозитиме реверсний газ, скорочуватиме споживання та розвиватиме видобуток сланцевого газу, побудує термінал для зрідженого газу. Порошенко сподівався на реверсне постачання та скраплений газ зі США.
За перші десять місяців свого президентства мав близько 60 розмов та 11 зустрічей з канцлером Німеччини Ангелою Меркель.
Протягом перших двох років Порошенко здійснив 46 закордонних візитів, перебуваючи за межами країни 81 день, з яких найдовше у США — 9 діб.
За третій рік свого президентства, у 2016—2017 роки Порошенко провів 225 міжнародних зустрічей, провів 79 телефонних переговорів та брав участь у 38 суспільних заходах з представниками інших країн та міжнародних організацій. Найбільше зустрічей за цей час було з представниками США та Німеччини: 37 та 26. З представниками Євросоюзу за третій рік президентства Порошенка було 44 контакти, на другому місці було НАТО — 14 контактів.
В університеті Цюриху 19 січня 2015 року заявив, що через два роки Україні не буде потрібен російський газ і що Україна вживає заходів щодо зміцнення енергетичної безпеки, запущений реверс газу з інших країн Європи.
21 січня 2015 року на Всесвітньому економічному форумі в Давосі зазначив, що Україна споживає 40 млрд м3 російського газу (раніше споживала 70 млрд м3 газу щороку) і побудує прозорі ринки електроенергії та вугілля. Станом на 22 вересня 2016 року Україна не купувала газу в Росії 300 днів.
29 січня 2016 року Порошенко заявив, що Україна:
- стала незалежною від російського газу,
- купує газ у ЄС, який обходиться їй дешевше, ніж російський,
- пережила першу зиму без російського газу.[241]

21 липня 2017 року після зустрічі із президентом США Трампом Порошенко повідомив про домовленість щодо постачання як мінімум 2 млн тонн вугілля із Пенсільванії за конкурентними цінами. 14 липня між українською державною компанією «Центренерго» та американською компанією «XCoal Energy & Resources» було підписано угоду про постачання до України американського вугілля. До кінця 2017 року Україна має отримати 700 тисяч тонн антрацитового вугілля. Ціна першої партії у 85 тис. тонн, що надійде на початку вересня становитиме 113 доларів США за тону. У посольстві США підписання угоди назвали «важливим кроком для енергетичної безпеки» України.
Проте Україна продовжила закуповувати вугілля з Росії. Так у 2016 році Україна витратила на закупівлю вугілля 1,467 млрд дол. У 2017 році витрати на імпорт вугілля зросли в 1,87 раза — до 2,744 млрд дол. 18 квітня 2019 року Росія заборонила експорт вугілля до України із 1 червня 2019 року.
Вільна торгівля між Україною та Канадою
11 липня 2016 року між Україною та Канадою підписали Угоду про зону вільної торгівлі. 14 березня 2017 року Угоду ратифікувала ВРУ. Того ж дня Порошенко заявив, що ця угода є символом довіри до України та визнанням прогресу в проведенні реформ. 3 квітня закон про ратифікацію Угоди підписав президент.

#### Закордонні візити
Станом на вересень 2015 року, з початку свого президентства Порошенко відвідав 17 країн світу. Він здійснив дві подорожі як лідер президентських перегонів ще до інавгурації на посаду Президента. Зокрема, Порошенко подорожував до Варшави 4 червня 2014 року на заходи з нагоди 25-річчя початку демократичних перетворень в Польщі.
6 червня 2014 року Порошенко здійснив подорож до Бенувіля (Франція) як персональний гість Президента Франції Франсуа Олланда на заходах, присвячених 70-й річниці висадки союзницьких військ у Нормандії.
У 2017 році Порошенко здійснив 26 закордонних візитів у 18 країн світу. З них 2 візити були державні, 7 — офіційні та 17 — робочі. 15—17 травня Президент Порошенко з державним візитом відвідав Мальту, а 17—19 липня — Грузію. З 31 жовтня по 1 листопада Порошенко перебував з офіційним візитом у Саудівській Аравії, а 17—18 листопада — у Португалії. Найбільше закордонних робочих візитів було зроблено у Францію — чотири, три робочі візити у Німеччину та два — до США.

### Замахи на життя
2017 року СБУ повідомляла про розслідування двох кримінальних проваджень за фактами можливих замахів на життя Петра Порошенка. Того ж року керівник УДО Валерій Гелетей розповів, що у червні 2014 року українські спецслужби вилучили вибуховий пристрій, який хотіли використати для замаху на президента. За його словами, саморобний вибуховий пристрій намагалися закласти біля в'їзду до Адміністрації президента.
31 січня 2019 року Гелетей повідомив, що у 2018 році було попереджено близько 11 замахів на життя Порошенка.

### Участь у виборах Президента України 2019

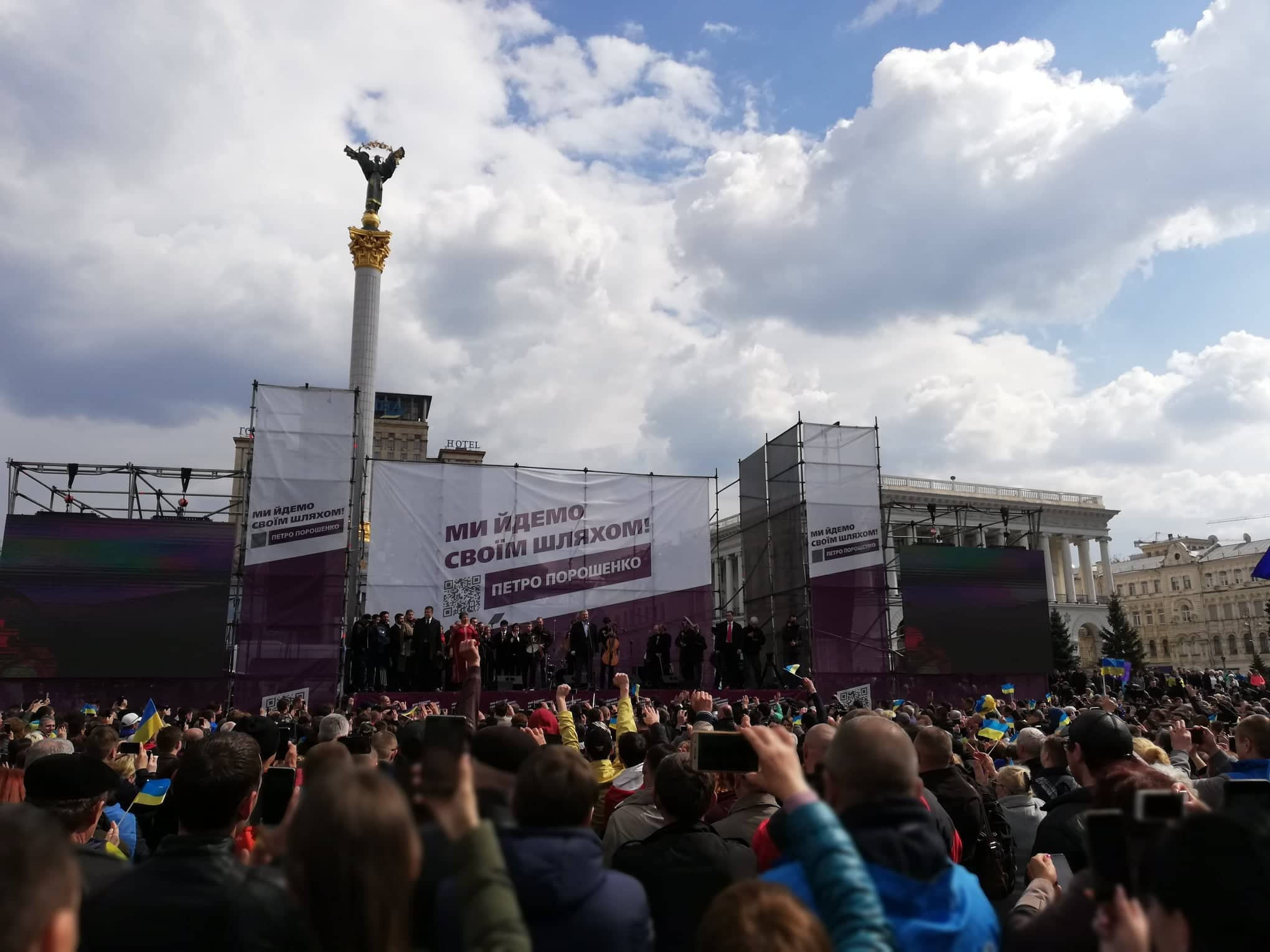
Виступ на акції «Захисти Україну» на Майдані, 19 квітня 2019 року

Рейтинг президента Порошенка поступово знижувався після виборів 2014 року й протягом 2016—2017 років не перевищував 13-17 % підтримки. Наприкінці 2018 року підтримка Петра Порошенка почала зростати не в останню чергу завдяки новинам про отримання томосу ПЦУ та піар-кампанії щодо цієї події. До середини передвиборчої кампанії рейтинг Порошенка зрівнявся з рейтингом Тимошенко: у лютому-березні 2019 року відповідно до результатів соціологічних досліджень Порошенко і Тимошенко поділяли 2-3 місця (після Зеленського), а різниця їхньої підтримки нерідко коливався у межах статистичної похибки.
29 січня 2019 під час форуму «Від Крут до Брюсселя. Ми йдемо своїм шляхом», який був присвячений до 101-річчя боїв під Крутами Порошенко публічно заявив, що вдруге буде балотуватися в президенти. Передвиборчий штаб Порошенка очолив перший заступник глави Адміністрації президента Віталій Ковальчук. Власну передвиборчу кампанію Петро Порошенко побудував на власних досягненнях під час своєї каденції, а саме: розбудові армії та отриманні безвізу з Європейським союзом та томосу, а також на гаслах про безальтернативність Порошенка в умовах війни. Згідно з політичною програмою, до стратегічних пріоритетів Порошенка входять розвиток аграрного сектора, IT, високотехнологічні галузі з високою доданою вартістю (авіабудування та космічна галузь, суднобудування, оборонно-промисловий комплекс), перетворення України на транспортний хаб Східної Європи і туризм. Політичним гаслом Порошенка стало «Армія, мова, віра».
Неофіційно передвиборчу кампанію Петро Порошенко розпочав 2018 року, коли на телебаченні під виглядом соціальної реклами транслювалися ролики про його досягнення на посту президента України. Вартість та джерела фінансування таких заходів лишилася невідомою, оскільки в Адміністрації Президента запит активістів з руху «Чесно» залишили без відповіді. На потреби передвиборчої кампанії Петро Порошенко перерахував понад 415 млн гривень власних коштів, ставши відповідно до фінансових звітів ЦВК єдиним донором своєї кампанії. Рух «Чесно» підрахував, що сумарна вартість передвиборчої кампанії президента може перевищувати 500 млн гривень, а з урахуванням реклами 2018 року й понад 700 млн гривень.
Під час передвиборчої кампанії Петро Порошенко здійснив низку робочих поїздок у регіони України у рамках Ради регіонального розвитку, а також під час поїздок виступав на мітингах перед своїми прихильниками. Громадянська мережа «Опора» звинувачувала Порошенка у використанні робочих поїздок з агітаційною метою, а кандидати в президенти Юлія Тимошенко та Анатолій Гриценко з цього приводу позивалися до суду, але безрезультатно. Після публікації у лютому-березні журналістського розслідування Bihus.info про оборудки на підприємствах «Укроборонпрому» та контрабанду з Росії запчастин для військової техніки фірмою, пов'язаною з сином першого заступника секретаря РНБО та давнього партнера Порошенка Олега Гладковського та імовірне сприяння самого Гладковського цим махінаціям, мітинги за участі Порошенка почали блокуватися представниками партії Національний корпус. Кілька разів такі акції закінчувалися сутичками Нацкорпусу з поліцією.
Під час передвиборчої кампанії журналісти інтернет-видання ГОРДОН та Міністр внутрішніх справ Арсен Аваков описали імовірну схему підкупу виборців в інтересах Петра Порошенка, що отримала назву «сітка». Такі «сітки» могли являти собою ієрархічну структуру агітаторів, які обираються з-поміж лояльних до кандидата виборців, яких виявляють штаби, опрацьовуючи анкети, зібрані під час ведення опитувань. Надалі таким агітаторам призначається грошова винагорода за власний голос на виборах, а також винагорода за кожного залученого додаткового агітатора-виборця до «сітки». Міністр внутрішніх справ Арсен Аваков пов'язував виникнення «сіток» з народним депутатом від БПП Сергієм Березенком, а обсяг залучених коштів із державного бюджету міг становити до 1,5 млрд гривень (по 500—1000 гривень за кожний голос).

## Критика
Попри передвиборчі обіцянки продати свої активи у разі обрання президентом, Порошенко за три роки не продав жодного активу.

### Щодо введення воєнного стану
Під час своїх виступів Порошенко не раз називав війну на сході України «вітчизняною війною», проте не ініціював введення воєнного стану, за що неодноразово піддавався критиці як політиків, так і громадськості. Порошенко пояснив, що треба усвідомлювати наслідки воєнного стану для країни:
- це заборонить постачання зброї та продукції подвійного призначення,
- МВФ не дає гроші країнам, які перебувають у стані війни[285].

5 лютого 2015 року Порошенко заявив, що запровадить воєнний стан у випадку загострення ситуації на Донбасі, але це рішення означатиме обмеження демократії і свободи й загрожуватиме розвитку економіки.

### Запровадження воєнного стану (листопад 2018)
Однак після захоплення росіянами українських моряків в Азовському морі 25 листопада 2018 року Петро Порошенко запровадив воєнний стан строком на 30 діб: з 14:00 26 листопада до 14:00 26 грудня 2018 року. Таке рішення Президента України розкритикувала низка авторитетних західних ЗМІ, повідомляючи, що воєнний стан міг бути запроваджений через бажання Порошенка відкласти чергові президентські вибори. Водночас інші західні ЗМІ акцентували на порушенні українського суверенітету з боку РФ, що змусило українську владу запровадити воєнний стан. При цьому повідомлялося, що Петро Порошенко запевнив не використовувати нову ситуацію в електоральних цілях.
На початку грудня США підтримали дії Петра Порошенка. Зокрема спеціальний американський представник з питань України Курт Волкер, розповів, що Росія напевно намагається вплинути на українські вибори, як це вона робила в Німеччині та Франції.

### Річниці Євромайдану
21 листопада 2014 року у День Гідності та Свободи Порошенко в оточенні охорони прибув покласти квіти до хреста «Небесної сотні». Того ж дня Порошенко присвоїв більшості загиблим на майдані звання Героя України.
21 листопада 2015 року підхід до пам'ятного хреста на алеї Небесної сотні було заздалегідь заблоковано працівниками правоохоронних органів. Це викликало обурення громадян, що прийшли вшанувати пам'ять загиблих.

### Панамські документи
У серпні 2014 року довірені люди відкрили в офшорній зоні декілька компаній на ім'я Порошенка. Широкій громадськості це стало відомо в березні 2016-го, коли відбувся публічний витік інформації юридичної фірми Mossack Fonseca, який назвали Панамськими документами.
З'ясувалося, що Порошенко причетний до офшору, який під час російсько-української війни продовжує торгувати з російським Газпромом.
3 червня 2016 року Порошенко заявив, що компанія створювалася з метою продажі «Рошену», однак рахунки не відкривалися. Один з критиків Президента, Віталій Шабунін визнав, що ніяких фінансових операцій через ці офшори не здійснювалось і предмету розгляду для фіскальних служб немає.
У фірмі «Авеллум», яка виступала юридичним радником Порошенка заявили, що створення компанії в іноземній юрисдикції було єдиним можливим шляхом для передання активів Порошенка в управління міжнародної трастової структури. Також передачу «Рошену» в сліпий траст підтвердила компанія «Rotshild Trust», зазначивши, що відповідна угода була підписана 14 січня 2016 року після переговорів, що тривали 12 місяців.
Після подання Порошенком декларації за 2015 рік журналіст Дмитро Гнап відмітив невідповідності між його заявами щодо мети створення офшорної компанії.
6 листопада 2017 були опубліковані Райські папери, в яких фігурували офшорні компанії Петра Олексійовича. Журналісти зазначають, що офшорні компанії могли бути створені для мінімізації податків, а не для передачі до «сліпого трасту», як обіцяв президент.

## Діяльність після президентства
Відразу після президентських виборів привітав Зеленського з перемогою та висловив сподівання, що той продовжить обраний ним курс на членство в ЄС і НАТО
Очолив виборчий список партії «Європейська Солідарність» на парламентських виборах 2019 року. Партія набрала 8,10 % голосів та отримала 23 депутатських місця. Водночас «ЄС» перемогла у закордонних округах, набравши 29,55 % голосів.
3 лютого 2021 Порошенко підтримав чинного президента Зеленського щодо введення санкцій проти проросійських телеканалів «112 Україна», NewsOne та Zik.
Після офіційного вторгнення Росії в Україну у лютому 2022 року, 11 березня заявив, що підтримує всі дії президента Зеленського щодо протидії вторгненню ЗС РФ. «У нас більше немає влади та опозиції, ми всі зараз об'єднані і всі ми захищаємо свій народ. Ми підтримуємо всі дипломатичні зусилля і зараз демонструємо єдність. Я твердо стою за шостого президента. Бо тільки так ми можемо перемогти Путіна»,— наголосив Порошенко.

## Кримінальні провадження

### 2019—2020
Після того, як президентом України став Зеленський, адвокат із оточення колишнього президента Януковича Андрій Портнов, повернувся до України та анонсував подання «десятків заяв про злочини» Порошенка. Протягом кількох місяців ДБР відкрило справи, більшість з яких було відкрито за скаргами Портнова.
На жовтень 2019 року налічувалось 13 кримінальних проваджень, де Порошенко проходить як свідок. За словами директора ДБР Романа Труби, відомство не має підозр до Порошенка. На лютий 2020 року ДБР підготувала кілька підозр, але усі вони були повернуті Офісом генпрокурора у зв'язку з вкрай низькою якістю.

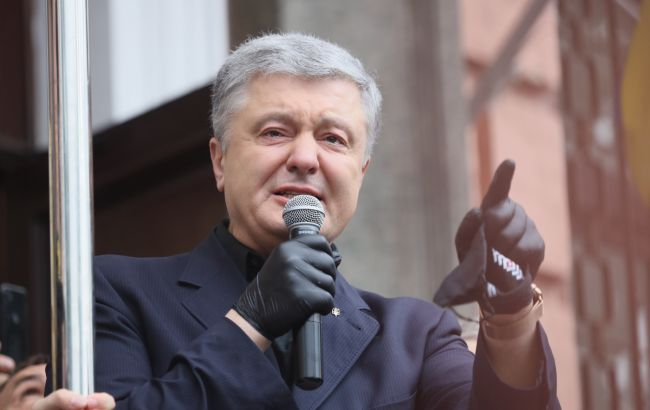
Порошенко 18 червня 2020-го біля Печерського суду Києва

3 квітня НАБУ закрило справу проти Порошенка про розтрату коштів офшором шляхом спецконфіскації 1,5 млрд доларів Януковича. Ексгенпрокурор Рябошапка назвав переслідування Порошенка політично мотивованим.
22 квітня Окружний адміністративний суд Києва відкрив справу проти НАЗК через те, що Нацагентство з питань запобігання корупції не перевірило на можливе вчинення корупції Петра Порошенка.
26 травня Порошенко не прийшов на допит до Державного бюро розслідувань у справі щодо можливого порушення і несплати мита під час введення 43 картин в Україну. 3 червня в ході розслідування справи щодо переміщення Порошенком 43 картин, бійці ДБР штурмували музей Гончара, при цьому як докази у справі слідчі ДБР використали роздруківки сторінок Вікіпедії. 6 серпня Київський апеляційний суд скасував арешт з картин Порошенка. 19 серпня суд знову наклав арешт на колекцію картин Порошенка.
18 червня 2020 року Печерський суд Києва під голосуванням скандально відомого судді Сергія Вовка мав обрати запобіжний захід для Порошенка, якого захищав адвокат Ілля Новіков. Суд було перенесено на 1 липня.
Через «плівки Деркача» в ГПУ завели на Порошенка ще одну справу, звинувативши його у «державній зраді» та зловживанні владою. До матеріалів виробництва планувалося долучити надані нардепом Андрієм Деркачем аудіозаписи з голосами, які він вважає схожими на голос Порошенка, колишнього віцепрезидента США Джо Байдена та ексдержсекретаря США Джона Керрі.
19 травня 2020 року народний депутат Андрій Деркач оприлюднив аудіозаписи ймовірних розмов колишнього віцепрезидента США Джо Байдена, ексголови Держдепу Джона Керрі та Порошенка. У записах людина, яку Деркач називає Порошенком, обговорює питання внутрішньої політики України, націоналізацію «ПриватБанку», звільнення Шокіна, призначення Луценка генпрокурором тощо. 10 вересня 2020 року Мінфіном США проти Андрія Деркача, через спроби вплинути на вибори президента США 2020 року шляхом поширення неправдивої інформації, запроваджено персональні санкції. 10 січня 2021 року за втручання в американські вибори та участь в російській кампанії з дезінформації Мінфіном США запроваджено додаткові санкції проти 7 фізичних (Олександр Дубінський, Петро Журавель, Дмитро Ковальчук, Костянтин Кулик, Олександр Онищенко, Антон Симоненко, Андрій Теліженко) та 4 юридичних осіб (ТОВ «Ера-Медіа», Інформаційне агентство Only News; Сайт NabuLeaks та ТОВ Скептик / Бегемот Медіа), які мають безпосередній зв'язок з Андрієм Деркачем.
18 червня генпрокурор Венедіктова заявила про відкриття 20 кримінальних проваджень проти Порошенка. Серед них є справа щодо отримання Томосу. Крім того, Порошенка підозрюють у тиску на главу Служби зовнішньої розвідки Єгора Божка 2018 року. 31 серпня стало відомо, що справу, яку відкрили проти Порошенко через Томос, закрили.
8 липня суддя Сергій Вовк з Печерського суду не обрав запобіжний захід для Порошенка. При цьому на підтримку Порошенка до суду прийшло 10 тис. людей.
10 липня адвокат Порошенка Ігор Головань повідомив, що проти експрезидента відкрито ще чотири кримінальні провадження за заявою бізнесмена Ігоря Коломойського. За словами адвоката, нові звинувачення стосуються того, що «нібито президент Порошенко перешкоджав господарській діяльності ПриватБанку, розголошував банківську таємницю ПриватБанку, зловживання службовим становищем і легалізації коштів, отриманих злочинним шляхом».

### 2021—2022
20 грудня 2021 року Олексій Симоненко, який на той момент виконував обов'язки Генерального прокурора України, підписав повідомлення про підозру Порошенку зі звинуваченнями в державній зраді та сприянні діяльності терористичних організацій. За версією слідства, низка високопосадовців змовились для сприяння терористичним організаціям, щоб нашкодити територіальній цілісності, недоторканності та обороноздатності України. За даними ексголови Верховної Ради Олександра Турчинова, справа проти Порошенка стосується фактів постачання вугілля з тимчасово окупованих територій Донбасу протягом 2014—2015 років.

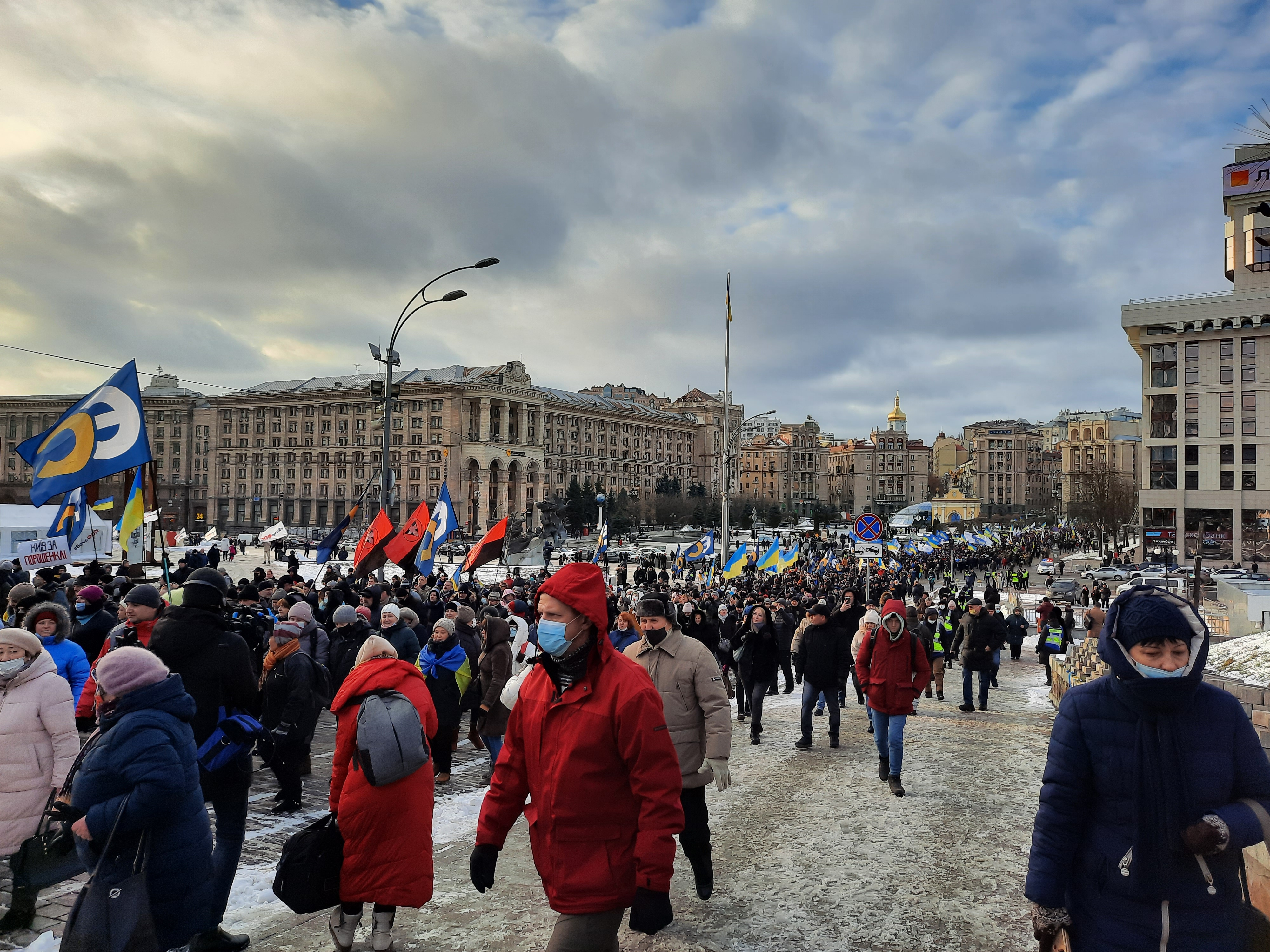
Прихильники Петра Порошенка прямують до Офісу Президента 19 січня 2022 року

19 січня Печерський районний суд обрав Порошенку обмежувальний захід у вигляді особистого зобов'язання, він повинен залишатись у межах Київської області та здати закордонні паспорти. Прокурори клопотали про арешт з можливою заставою в мільярд гривень. Натомість Порошенко і його адвокати запевняли, що процес відбувався із порушеннями, а нардеп підозри не отримав, тому не є підозрюваним. 21 січня Офіс генерального прокурора повідомив, що вніс апеляційну скаргу на рішення суду щодо застосування особистого зобов'язання як запобіжного заходу.
11 квітня у Порошенка закінчився запобіжний захід у справі по держзраді.

## Санкційні обмеження

### Санкції РФ
31 серпня 2020 року, уряд РФ ввів санкції проти низки українських політиків, включно з Петром Порошенком.

### Санкції України
Із 12 лютого 2025 року відповідно до Указу Президента України №81/2025 від 12 лютого 2025 року «Про застосування персональних спеціальних економічних та інших обмежувальних заходів (санкцій)» перебуває під санкціями РНБО України. Санкції обмежують економічну діяльність та позбавляють державних нагород.

## Статки

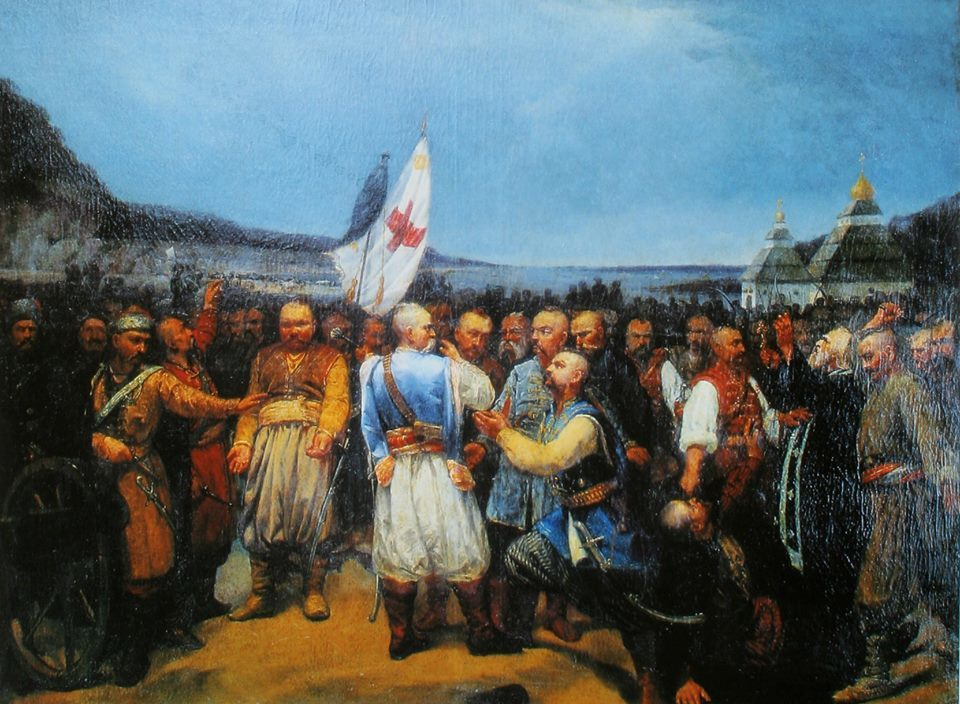
Картина з приватної колекції родини Порошенків. «Остання рада на Січі». Художник Віктор Ковальов, сер. XIX ст..

2014 року займав 6 місце в рейтингу найзаможніших українців, його статки налічували $1,3 млрд. Після 2015 року був виключений зі списку Forbes.
Загальна сума доходів Порошенка за 2014 рік складала 368,9 млн грн. Він заявив, що своїм коштом самостійно профінансував свою президентську кампанію.
2015-го Forbes Україна оцінює статок Порошенка у $750 млн, ставлячи його на восьме місце у списку найбагатших людей України.
За версією журналу НВ та інвесткомпанії Dragon Capital, 2015 року Порошенко виявився єдиним у першій десятці найбагатших українських бізнесменів, чиї статки зросли у доларовому еквіваленті. Станом на кінець року його прибутки оцінювали в 970 млн доларів. Аналогічний рейтинг журналу «НВ», опублікований у жовтні 2019 року, оцінив статки Порошенка у $1,253 млрд (зростання на 12 % у порівнянні з 2018 роком) та віддав йому 6 місце у цьому рейтингу.
Згідно з постановою № 493 Кабінету Міністрів України від 27 липня 2016 року щомісячна заробітна плата Президента України становить 28 тис. грн.
У 2020 в першому номері відродженого «Forbes Україна» статки Порошенка оцінили в $1,4 млрд. Це призвело до повернення Порошенка в real-time-список мільярдерів Forbes.
У квітні 2021 року Порошенко задекларував найбільше готівкових заощаджень за 2020 рік серед усіх парламентарів чинного скликання Верховної Ради, вказавши, що зберігає у готівці 51,2 мільйона доларів і 423,3 мільйона гривень, що у гривневому еквіваленті сумарно складає (на момент декларування) понад 1,8 мільярда гривень. Пресслужба експрезидента повідомила пресі, що він «був вимушений зняти з рахунків у банку 51 мільйон доларів і 423 мільйони гривень через політичні репресії влади і її постійні спроби арештувати активи» і що «усі ці кошти будуть повернуті в банк після припинення політичних репресій». Додавши, що Порошенко за 2020 рік задекларував 222 мільйони гривень доходів (з яких 214 мільйонів — дивіденди, 7 мільйонів — проценти за депозитами) та сплатив з них понад 23 мільйони гривень податків і військового збору, а також витратив на благодійність 150 мільйонів гривень.
У 2021 році Порошенко вибув з п'ятірки рейтингу журналу «Forbes Україна». Його статки оцінюють в 1,4 мільярда доларів США.

## Благодійність
Загалом від початку російського нападу на Україну 2014 року, станом на весну 2022 року Порошенко та структури, що належать до його впливу, витратили 2 мільярди 300 мільйонів гривень на благодійність (з них 1 мільярд 300 мільйонів на потреби армії).
Від початку повномасштабного вторгнення РФ в Україну, станом на червень 2024 року, П. Порошенко та його фонд надав 5 мільярдів 400 мільйонів гривень на допомогу ЗСУ.

## Родина

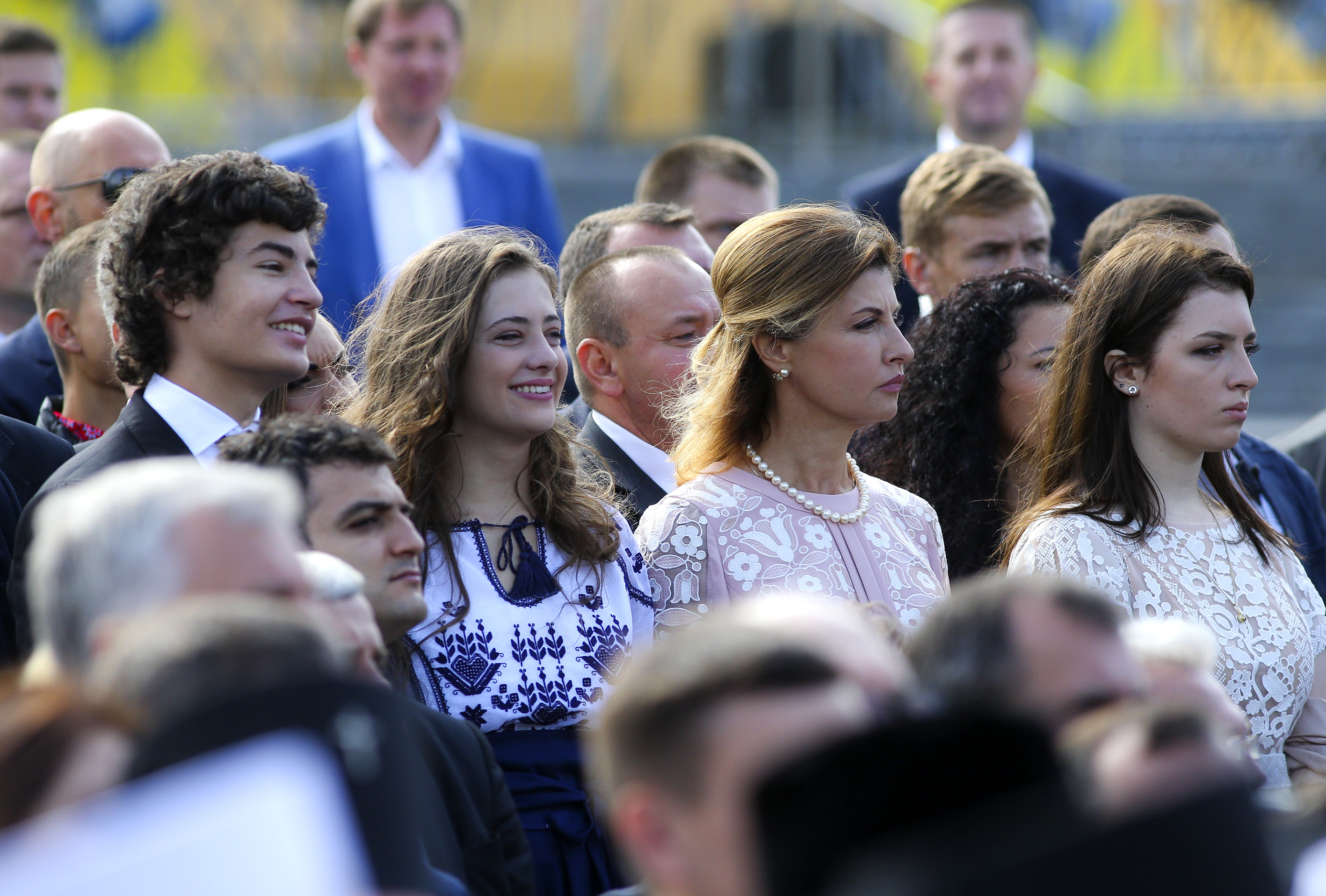
Родина Порошенка: син Михайло, дочка Олександра, дружина Марина, дочка Євгенія

- Батько Олексій Іванович (1936—2020) — відомий український промисловець, який керував статками Петра Олексійовича.
- Дружина Марина Анатоліївна (1962) — лікар-кардіолог;
- Сини: Олексій (1985) і Михайло (нар. 2001);
- Дочки: Євгенія (нар. 2000) та Олександра (нар. 2000);
- Онуки: Петро (нар. 2014) та Єлизавета (нар. 2016);
- Брат: Михайло (1957—1997)[3].

## Звання та нагороди

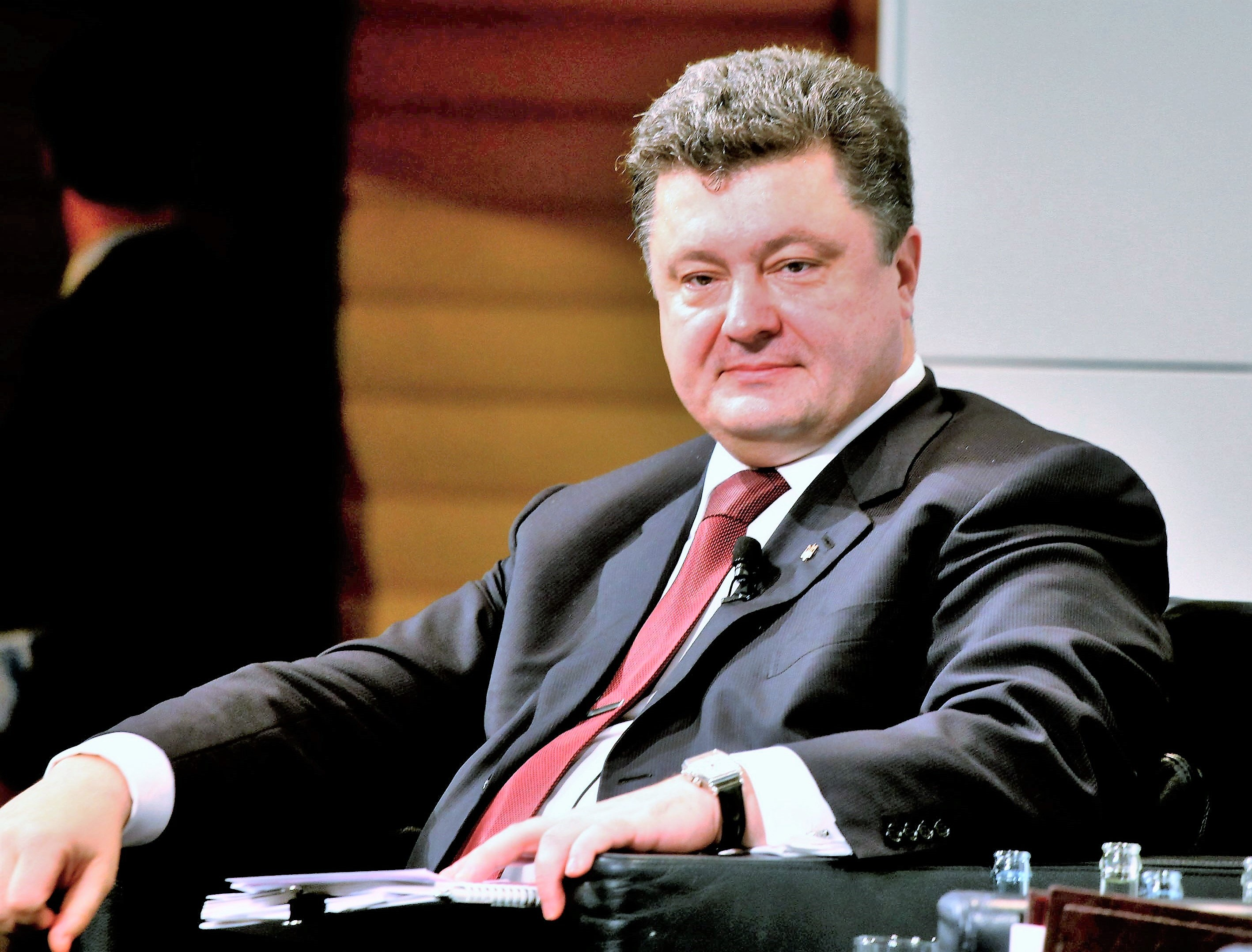
На Мюнхенській конференції з безпеки, 2010

- Державна премія України в галузі науки й техніки 1999 року — «за створення науково-промислового комплексу по виробництву свинцево-кислотних акумуляторних батарей» (у складі колективу)[366].
- Премія ім. Пилипа Орлика.
- Відомча відзнака Міністерства внутрішніх справ України «Вогнепальна зброя» (30 вересня 2015) — пістолет «Jones 1911», калібр 45 ACP[367]
- Великий хрест ордену «За громадянські заслуги» (Іспанія, 29 січня 2010).[368]
- Орден Республіки (Молдова, листопад 2014).[369]
- Орден Білого Орла (Польща, 2014)[370].
- Орден святого Князя Володимира I ступеня (22 жовтня 2015 року).[371]
- Орден «Стара планина» зі стрічкою (Болгарія, червень 2016)[372]
- Почесний громадянин Верони (Італія, 2016, 2018 року позбавлений звання)[373][374]
- Орден «За виняткові заслуги» (Словенія, листопад 2016)[375]
- Орден Короля Абдулазіза (Саудівська Аравія, 2017)[376]
- Почесний доктор Стамбульського університету (2018)[377]
- Великий хрест ордена Вітовта Великого (Литва, 2018)[378]
- Орден святого апостола Андрія Первозваного (УПЦ КП, 15 грудня 2018)[379][380]
- Пам'ятна медаль — хрест Панагія Паммакарістос (Константинопольська православна церква, 2019)[381].

Також мав такі звання і нагороди:
- Заслужений економіст України (21 серпня 1997) — «за вагомі здобутки у праці, високу професійну майстерність та з нагоди шостої річниці незалежності України»[382] (позбавлений звання 12 лютого 2025 року)[джерело?].
- Орден «За заслуги» III ст. (9 грудня 1998) — «за багаторічну сумлінну роботу, вагомий внесок у розвиток української державності»[383] (позбавлений 12 лютого 2025 року)[джерело?].
- Орден «За заслуги» II ст. (24 вересня 1999) — «за вагомий особистий внесок у реформування промисловості України, активну участь у законотворчій роботі»[384] (позбавлений 12 лютого 2025 року)[джерело?].
- Відзначений Почесною грамотою ВРУ (позбавлений 12 лютого 2025 року)[джерело?].

### Військові звання
На момент обрання у 2014 році мав військове звання майор запасу, за військово-обліковою спеціальністю — військовий перекладач (ВОС-390400). Строкову військову службу проходив у 1984—1986 роках.

## Випадки з життя
- 20 лютого 2015 — в інтерв'ю Юрію Макарову французький філософ Бернар-Анрі Леві сказав, що у Франції існує вираз: «Порошенко нас всіх скорив»[386]
- Під час виступу в березні 2015 року замість «цинічні бандити» Порошенко обмовився, сказавши «цинічні бандери». Потім, жартуючи, приміряв камуфляж з надписом «Цинічний бандера». У Фейсбуці прессекретар Порошенка Цеголко написав: «Людям властиво помилятися й обмовлятися. Головне мати достатньо сил і почуття гумору, щоб це визнати».[387]
- Новий 2017 рік Порошенко зустрічав з українськими військовими в Маріуполі, брав участь у відкритті двох відбудованих мостів через річки Сіверський Донець та Казенний Торець, а також дав доручення підняти доплати українським військовим на першій лінії зіткнення до 6 тис. грн, на другій лінії — до 2,4 тис. грн.[388][389] Разом з Порошенком на Донбасі були американські сенатори Джон Маккейн, Ліндсі Грем та Емі Клобушар[390].
- 8 січня 2017 року на своїй сторінці у соцмережах Порошенко розповів, які книжки прочитав 2016 року — «Спогади» Павла Скоропадського, «25 перемог України» Олександра Палія, «Тамплієри» Сергія Жадана, «Казимир Малевич. Київський період 1928—1930» Тетяни Філевської, «Час second-hand» Світлани Алексієвич та «Антологію української поезії XX століття» видавництва «А-ба-ба-га-ла-ма-га».[391][392]

## Галерея

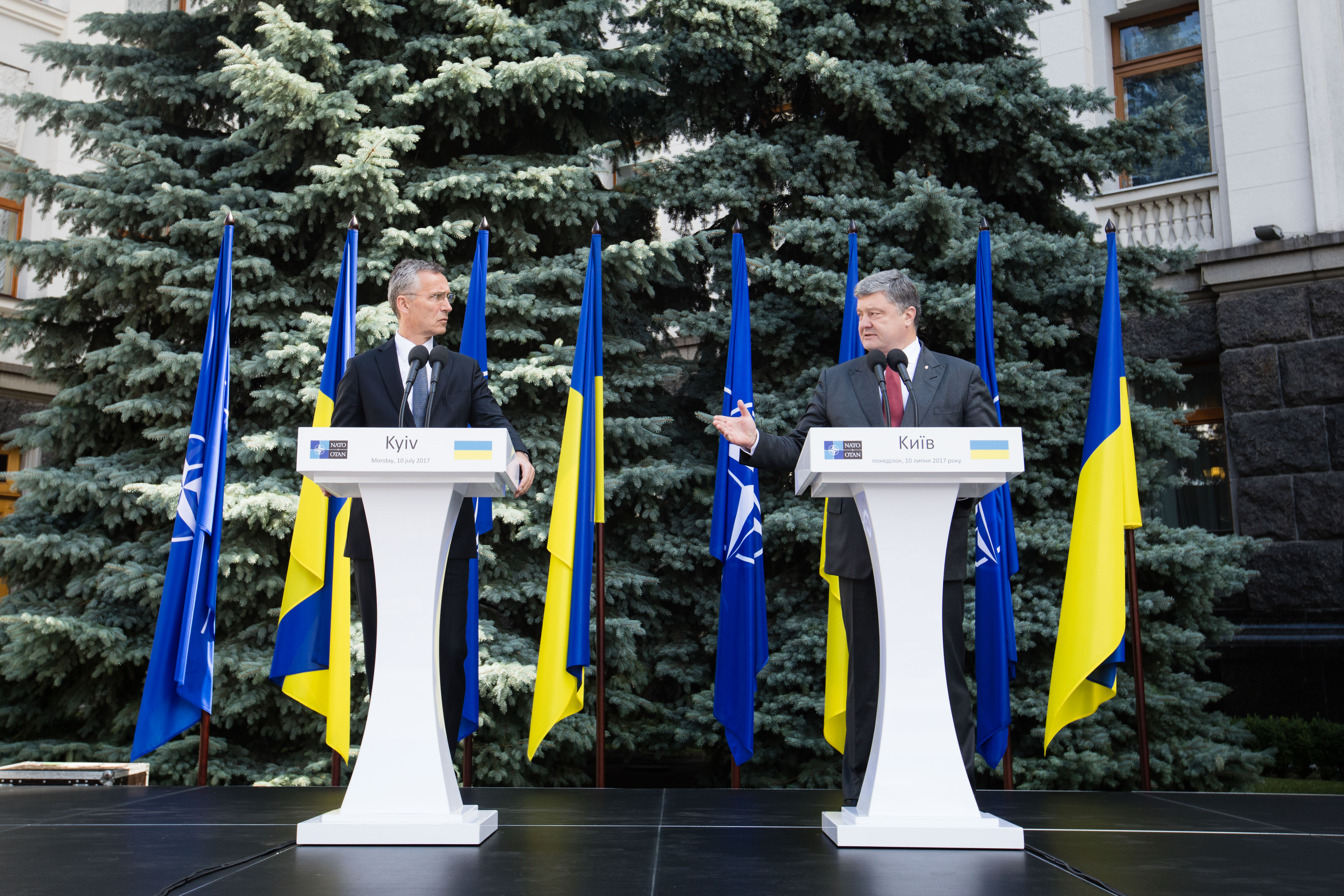
Петро Порошенко під час зустрічі з генеральним секретарем НАТО Єнсом Столтенбергом, 2017 рік
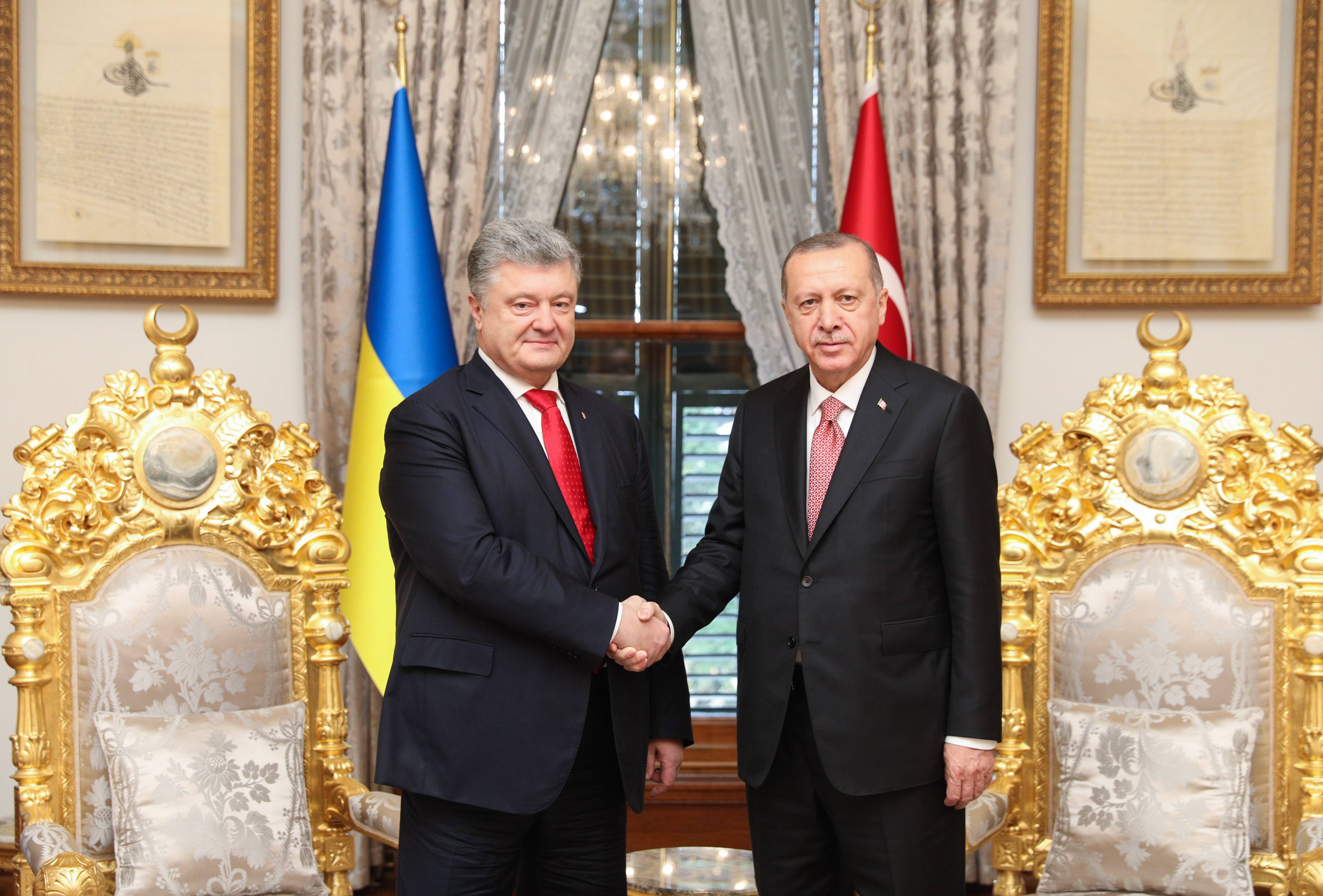
Петро Порошенко під час зустрічі з президентом Туреччини Реджепом Тайїп Ердоганом, 2018 рік
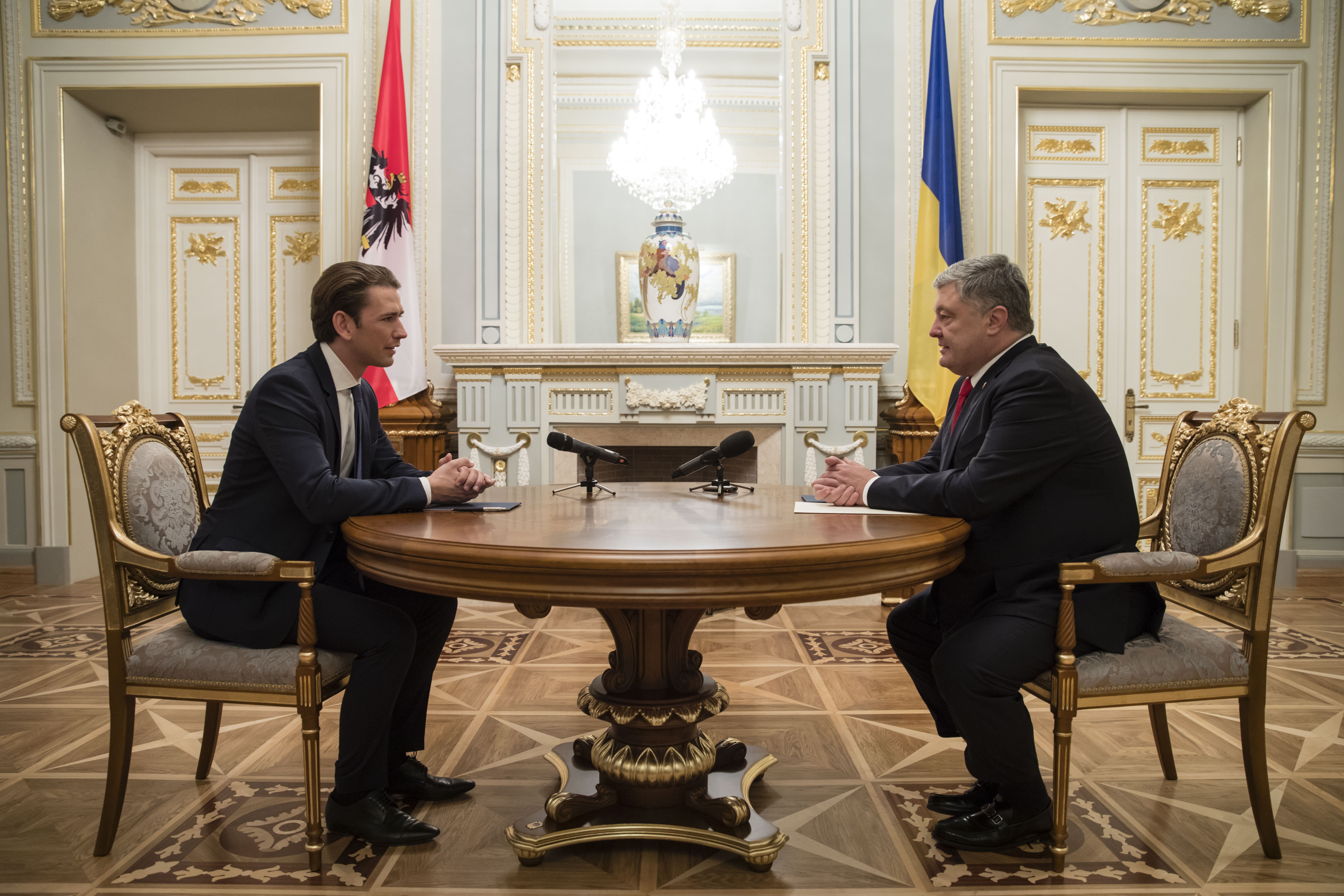
Президент Петро Порошенко провів зустріч із Канцлером Австрії Себастьяном Курцем у Маріїнському палаці, 2018 рік
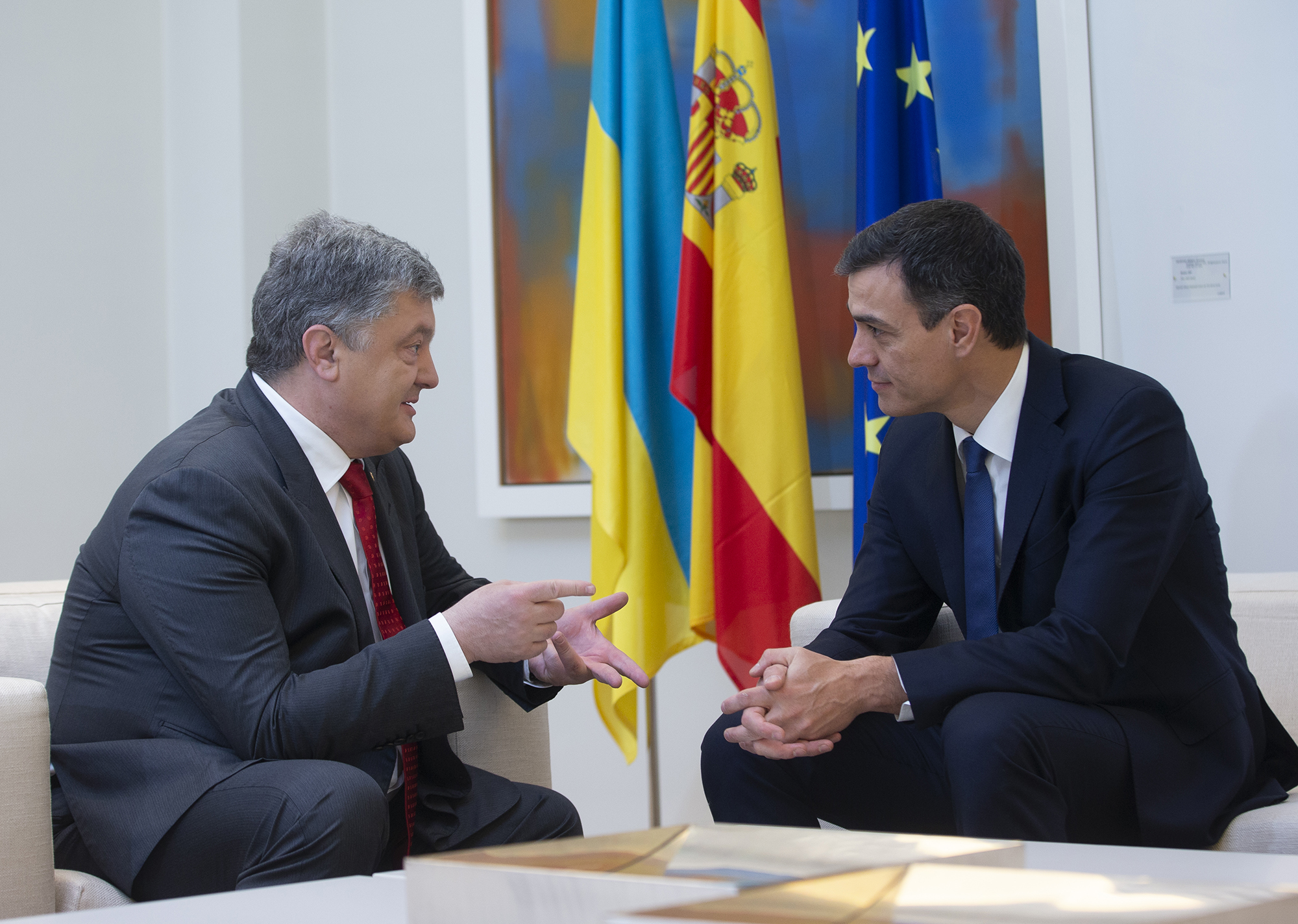
Президент України Петро Порошенко під час зустрічі з прем'єр-міністром Іспанії Педро Санчесом, 2018 рік
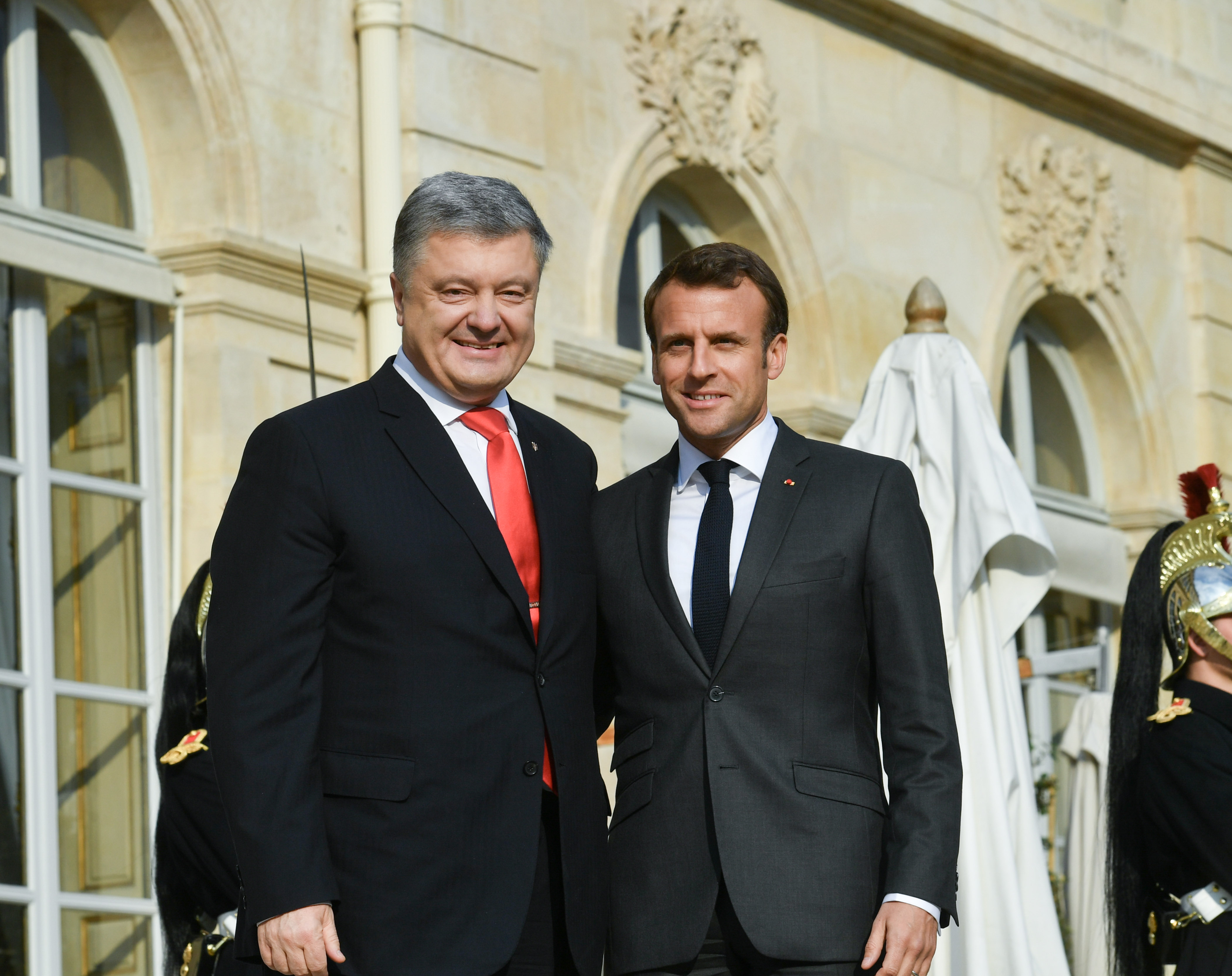
Петро Порошенко під час зустрічі з президентом Франції Еммануелем Макроном, 2019 рік
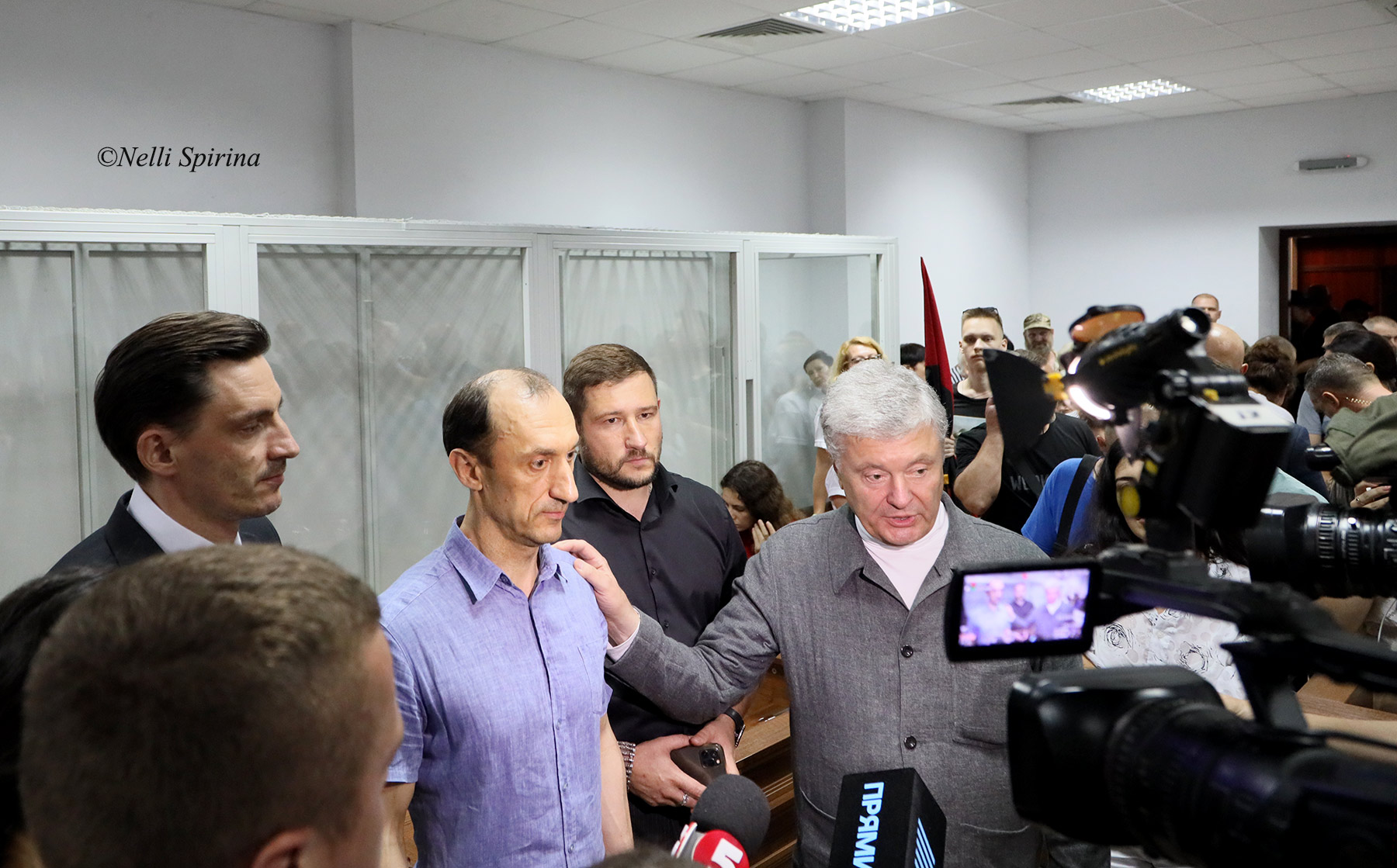
Петро Порошенко та Роман Червінський з адвокатами в Шевченківському суді м. Києва, 18 липня 2024.